# JR九州787系電車
787系電車（787けいでんしゃ）は、九州旅客鉄道（JR九州）の交流特急形電車。
1992年（平成4年）7月15日から営業運転を開始した。

## 概要
鹿児島本線の特急「有明」のうち、西鹿児島駅（現鹿児島中央駅）発着の列車について、愛称を「つばめ」に変更することが決まり、その名称にふさわしい列車として開発された。
811系電車の走行システムをベースに開発され、デザインは水戸岡鋭治主宰のドーンデザイン研究所が担当した。1992年から2002年（平成14年）までの間に、日立製作所および近畿車輛で計140両が製造され、JR発足後に登場した特急形車両として初めて製造両数が100両を越えた。
1993年（平成5年）、第36回鉄道友の会ブルーリボン賞を受賞し、通商産業省（現・経済産業省）グッドデザイン商品（現・産業デザイン振興会所管「グッドデザイン賞」）商品デザイン部門選定。
1994年（平成6年）10月に第5回ブルネル賞を受賞した。

### 開発
JR九州の鉄道事業本部長（当時）として本形式の開発に携わった川﨑孝夫によれば、デザインを担当した水戸岡は当初、本形式の名称を「RED EGG EXPRESS」とし、愛称として「REE」（リー）を採用する意向を示していたという。車体の塗装もJR九州のコーポネートカラーである赤色になる予定であった。
これに対し、当時のJR九州社長である石井幸孝は肯定的な反応を示したが、川﨑は「RED EGG EXPRESS」は日本の列車名としては考えにくい名前で、英語名ではスラングになる可能性もあると考えていた。そこでアメリカ合衆国総領事館に問い合わせたところ、「その英語はスラングではないが、なぜ日本の列車なのに英語名を使うのか」との返答があり、これが列車名を日本語に転換する契機となった。
その後、JRグループ各社から了承を得て「つばめ」の名称を復活させることが決定すると、本形式の塗装も変更されることになった。水戸岡は黒色を主張していたが、視認性の問題を考慮した結果、最終的にはグレーが採用された。

## 車両概説
本項では落成当時の仕様について記述する。

### 車体
普通鋼製で、屋根上など腐食しやすい箇所についてはステンレス鋼を使用している。乗降扉の横幅は783系から200mm拡大され900mmとされた。駅ホーム高さの低い路線にも入線するためステップは引き続き設置された。バリアフリー関連設備が設計変更されたモハ787形200番台および300番台では乗降扉の幅が1,000mmに拡大されている。
塗装はグレー濃淡のツートンカラーとなり、各所に「TSUBAME」のロゴが配置されている。また車体側面の車両形式・車両番号表記も、「数字または文字を1文字毎に四角で囲む」表記が初めて採用され、これが以降の水戸岡デザインの特徴となる。ただし、妻面の配置区所・形式・自重・定員表記などは従来どおり国鉄書体で表記されている。
前面は2次車以降では運転席正面の窓下に手すりが取り付けられている他、根元の部分に窪みが見られる。手すりは後年、1次車にも追加で取り付けられた。
なお、1999年（平成11年）以降に落成した車両には当初から車端部に転落防止幌が設置されていたが、それ以前の車両についても後年設置されている。

### 内装
側面化粧板はダークグレー、床はカーペット敷きとなっている。
グリーン車の座席は2+1列のリクライニングシートで、座席の前後間隔は783系と同じ1,200mmとなる。背もたれ自体の角度と背もたれ上部の角度を別々に調節できる。サロンコンパートメントは4人用の個室となっており、開放室と同じ1人掛けのリクライニングシート1台と3人掛けのソファーが配置されている。
普通車は一般的な2+2列配置のリクライニングシートで、座席の前後間隔は783系から40mm拡大され、1,000mmとされた。背面部に収納式のテーブルを設置しているほか、簡易式フットレストを設置している。ただしサハシ787形のセミコンパートメントは、前後幅で2,010mmのコンパートメント内に2人掛けの座席を向かい合わせに配置している。
初期の一般普通席は座席背面テーブルのみだったが、4次車以降には座席外側の肘掛にも小型テーブルが追加されたほか、オーディオサービスも提供された。
クロハ786形はグリーン席・普通席ともに座席窓下足元にコンセントが設置されている。
サハシ787形とクハ787形0番台以外の普通車には、客室中央部（ただしモハ786形に限り客室前位側）に幅750mmの荷物置場を設置している。全車とも荷物棚には、蓋付きのハットラック式が採用された。
モハ786形全車には、バリアフリー対応の座席およびトイレを設置している。そして当形式は日本の鉄道車両では初めて、航空機で主流だった真空式トイレユニットシステムを採用している。
LED式車内案内表示器を、客室の仕切扉上部に設置している。表示は上下2段式で、上段は左から号車番号表示、座席種別表示、禁煙表示灯、トイレ使用中表示となっている。下段はスクロール式情報表示板となっている。スクロール式情報表示での英数字表示は全角文字である。
「有明」向け新製先頭車のうち後位側は、仕切扉等が883系に準じたデザインとなっている。
落成当初はクモロ787形とモハ786形の全車両にテレホンカード専用の公衆電話室が設置されていたが、電話機は後に撤去され「携帯電話コーナー」に改められた。

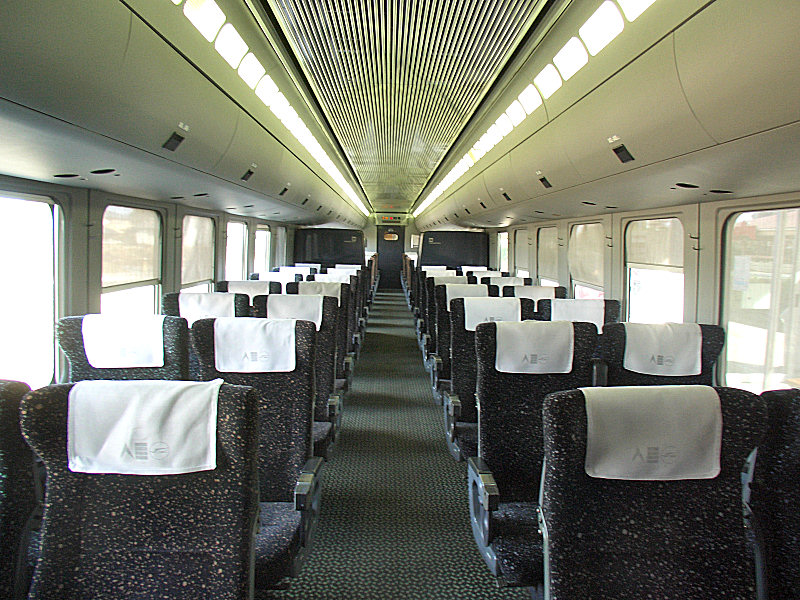
モハ787-20 車内 （「有明」4両編成）
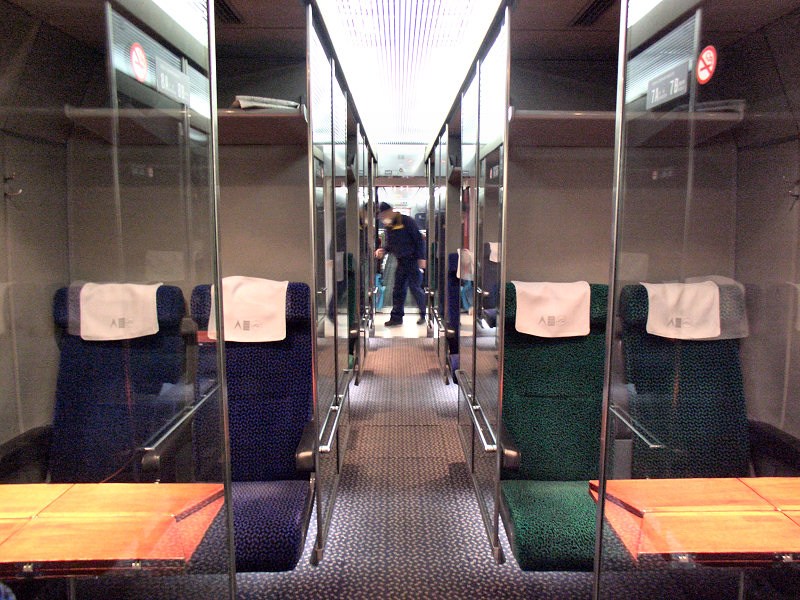
旧サハシ787形 セミコンパートメント （サハ787形改造後）
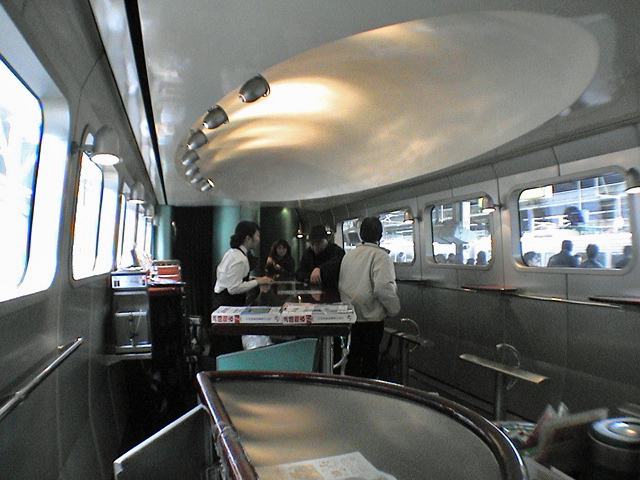
旧サハシ787形 ビュフェ（山側）
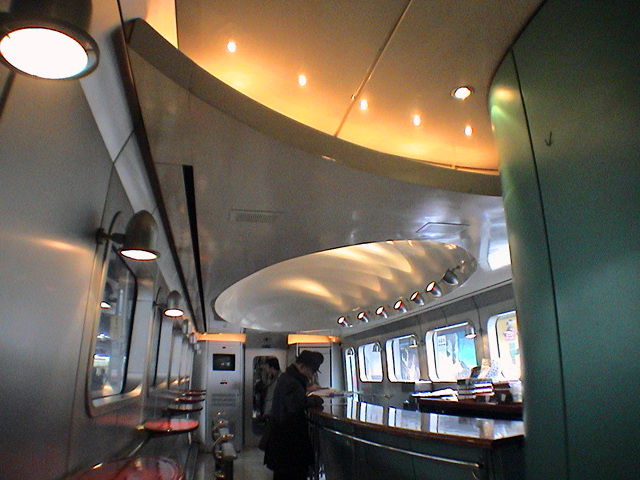
旧サハシ787形 ビュフェ（海側）
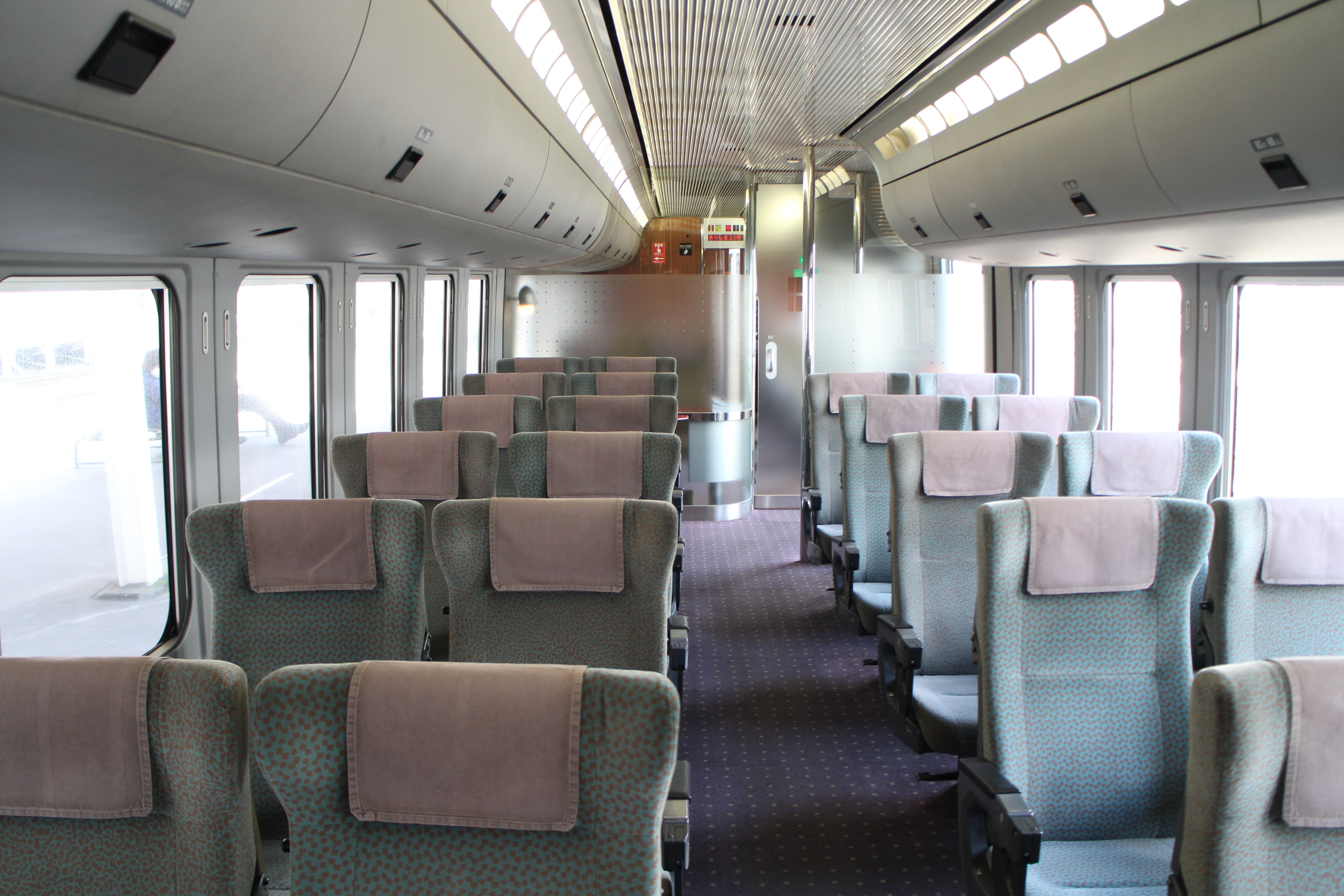
クロハ786-11 普通車部分 （「有明」4両編成）
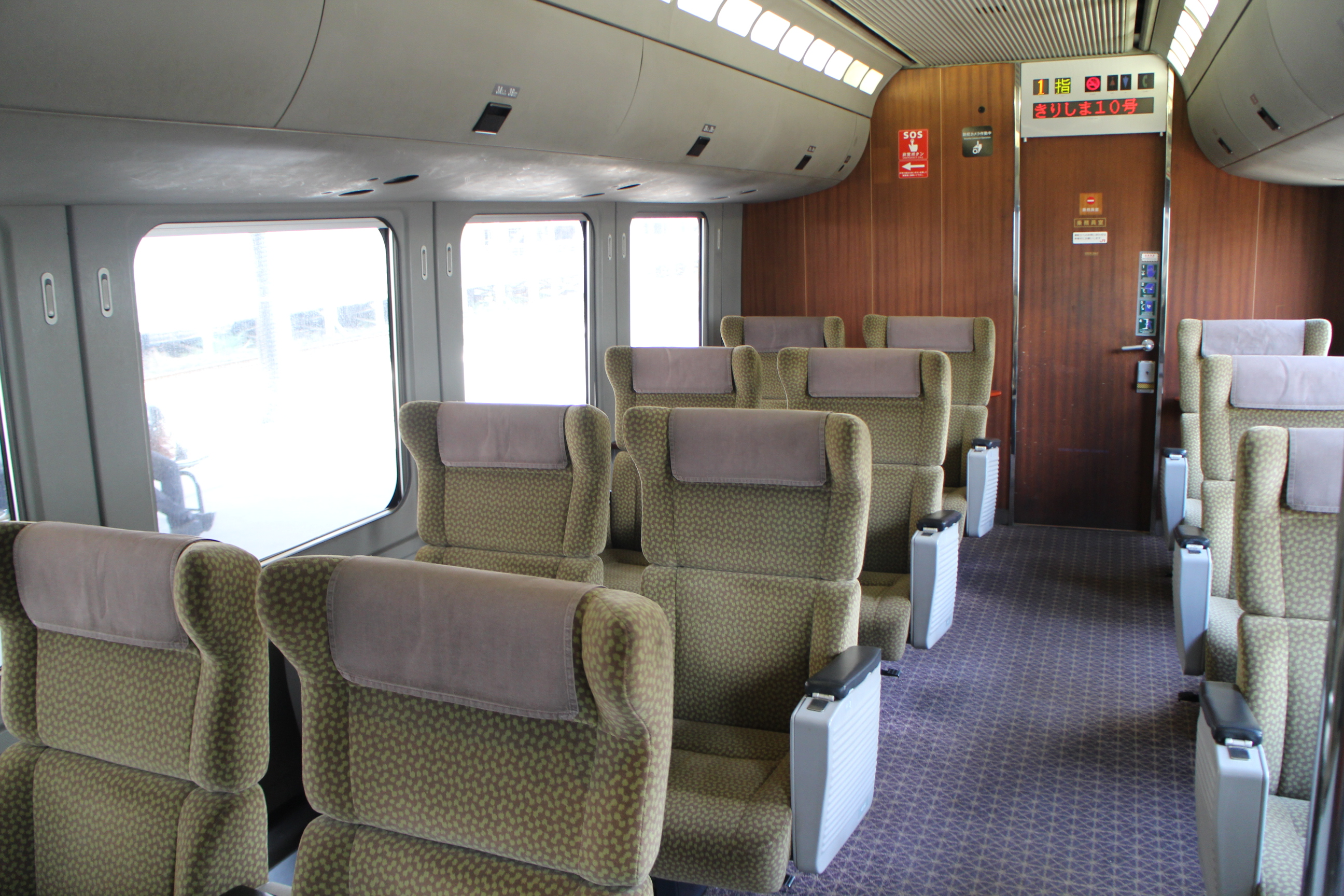
クロハ786-11 グリーン車部分 （「有明」4両編成）
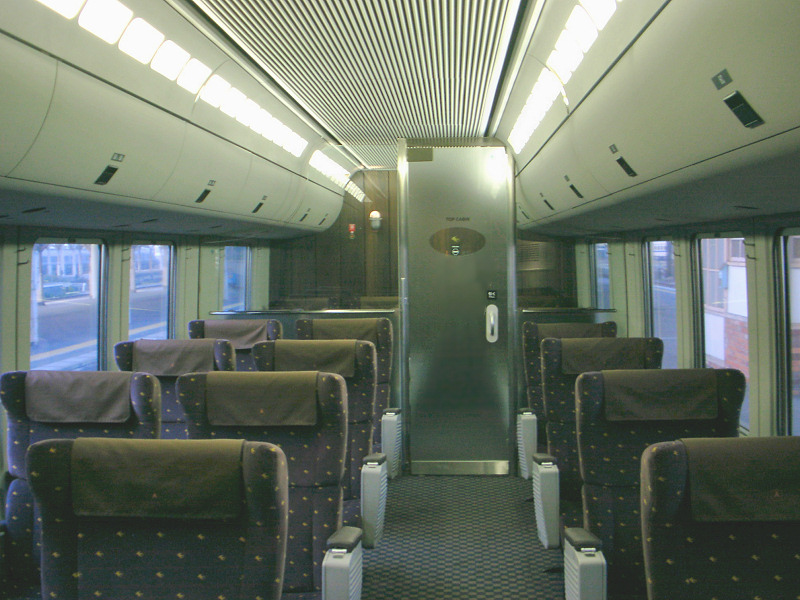
クモロ787形 車内 （DXグリーン席設置前）
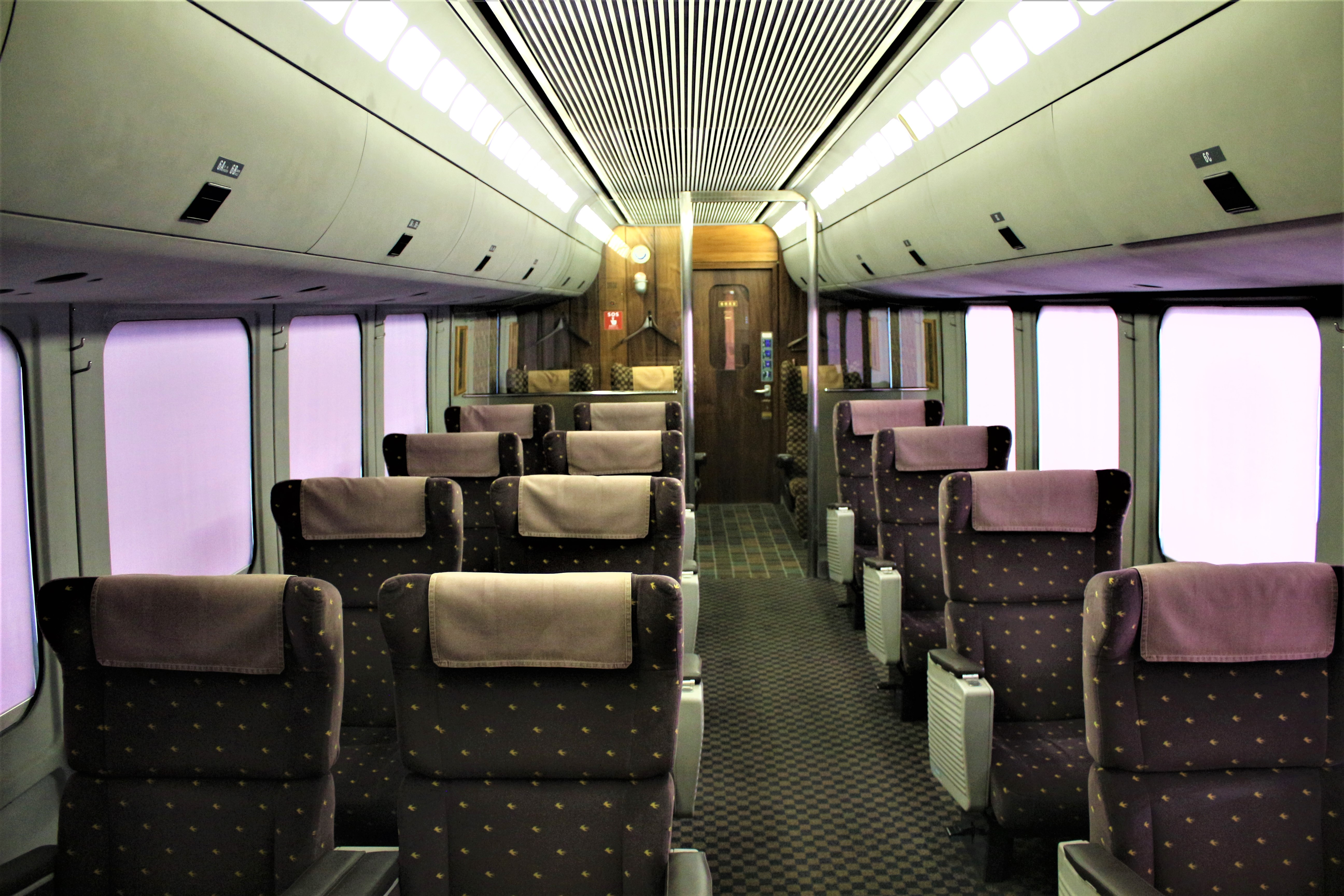
クモロ787-7 車内 （DXグリーン席設置後）
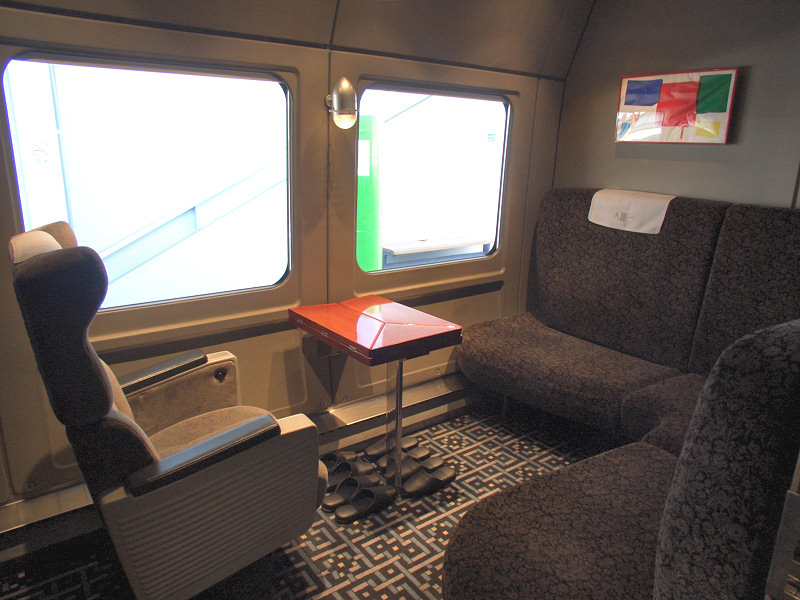
クモロ787-12 サロンコンパートメント （「有明」6両編成）
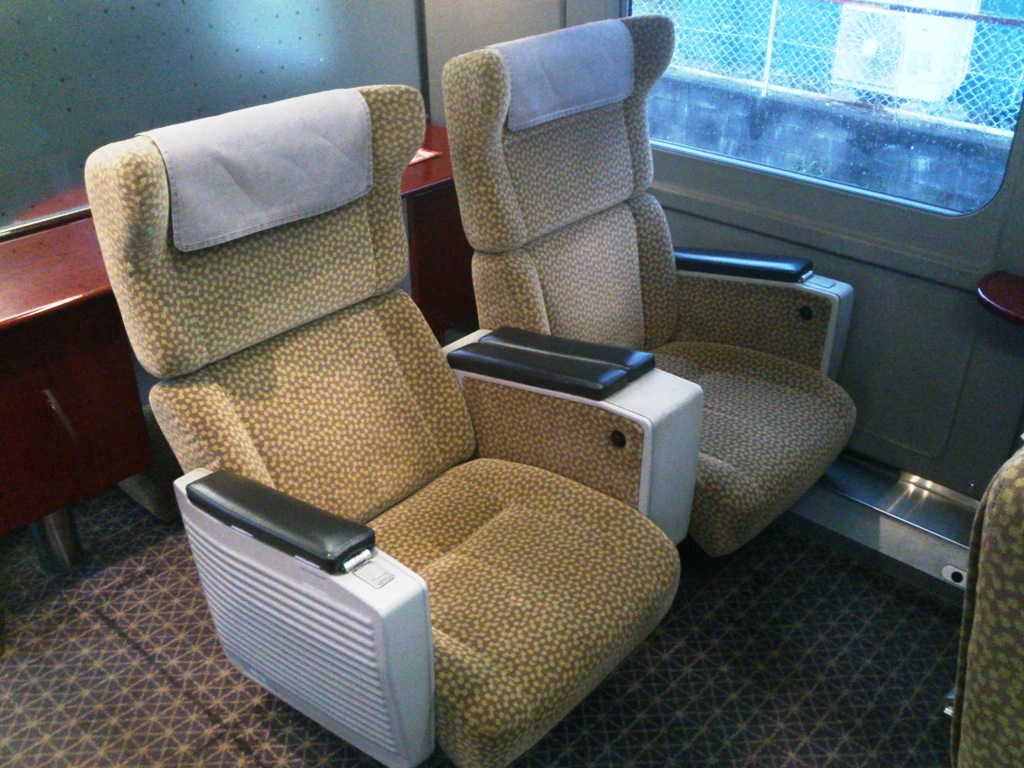
クロハ786形 グリーン車座席 リクライニングを動作させた状態

#### 運転台
左にT字形横軸マスコンハンドルと、右に縦軸ブレーキハンドル（常用7段+非常）で構成される。
本系列では、JR九州の電車として初めて本格的な乗務員支援モニタを採用した。画面構成はMON3と同様で音声による停車駅接近予告機能や、現在は使用されていないがチャイムによる交交セクションの接近予告を付加している。
運転席と客室は壁で仕切られていて、客室から運転席は見えない構造となっているが、2019年3月よりBM編成を対象に客室と運転室を仕切る戸に窓ガラスおよび遮光板が付いたものに交換された。

### 機器類

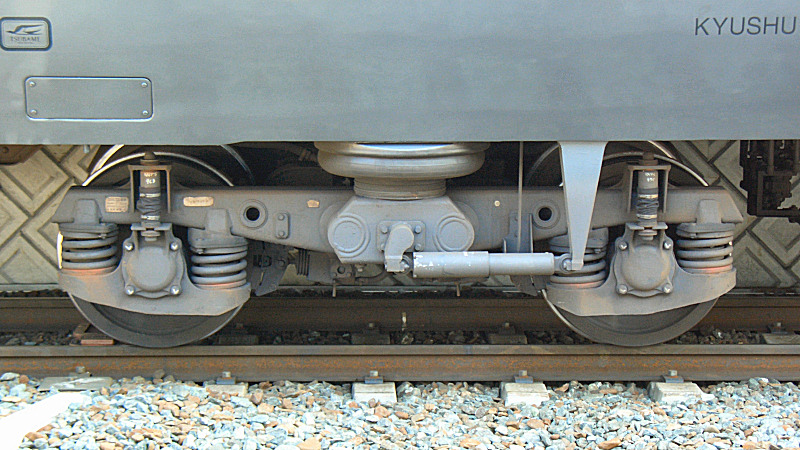
TR400K台車

台車は新設計のコイルばね + 円筒積層ゴム軸箱方式のボルスタレス台車 DT400K（電動台車）およびTR400K（付随台車）が採用された。いずれもヨーダンパを備えている。
また、新造当初の第1編成で4・5号車にあたるモハ787-2・モハ786-1、6号車にあたるサハ787-101ではJRグループでは珍しいSUミンデン式軸箱方式を採用した。それぞれDT901K、TR901Kの形式を名乗る。このほかDT900K、TR900Kを名乗る別な軸箱方式の台車も使用されている。
制御装置は、サイリスタ位相制御（MM'ユニット）と、発電ブレーキ併用による電気指令式空気ブレーキの組み合わせで、直流直巻電動機を採用した。電動車ユニットの偶数形式が上り（門司港）向きで、従来の車両とは上下向きが逆となっている。

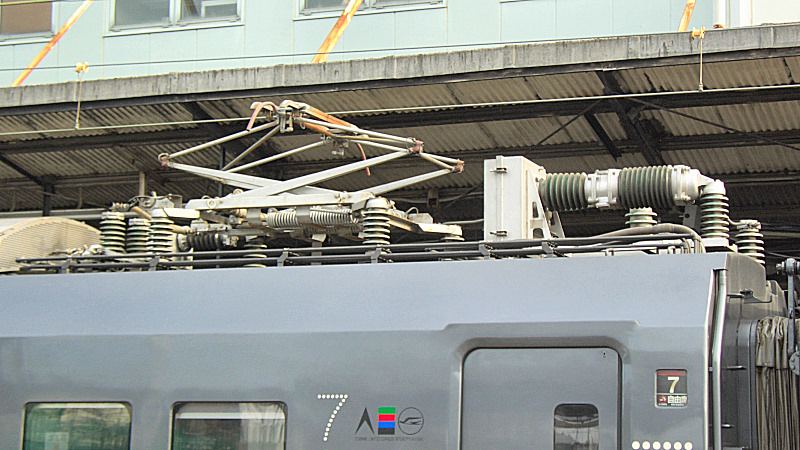
パンタグラフ

クモハ786形およびモハ786形に装備しているパンタグラフはPS400K形下枠交差式パンタグラフが採用された。
最高速度は130km/h、速度種別は7両編成でA28である。

## 形式

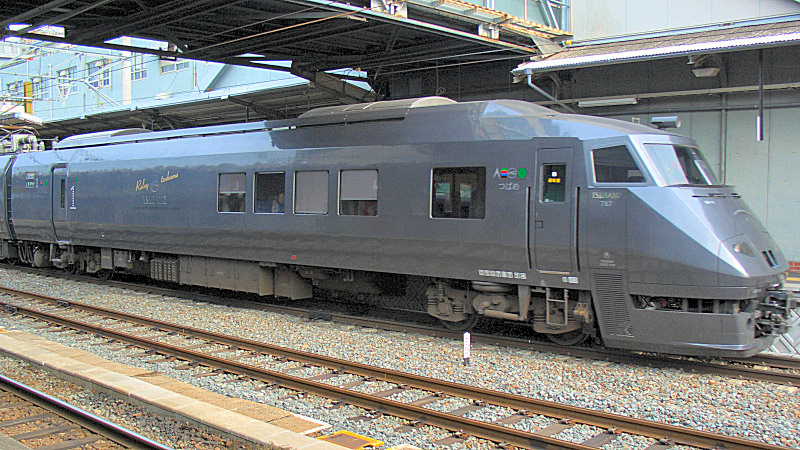
クモロ787形 （クモロ787-14）
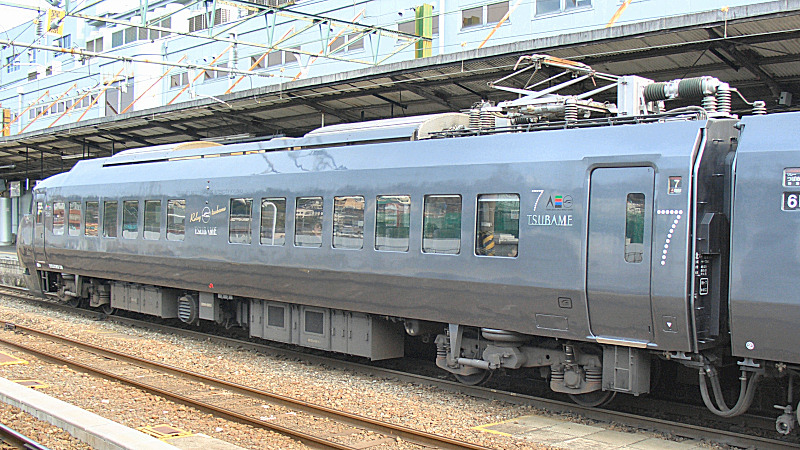
クモハ786形 （クモハ786-14）
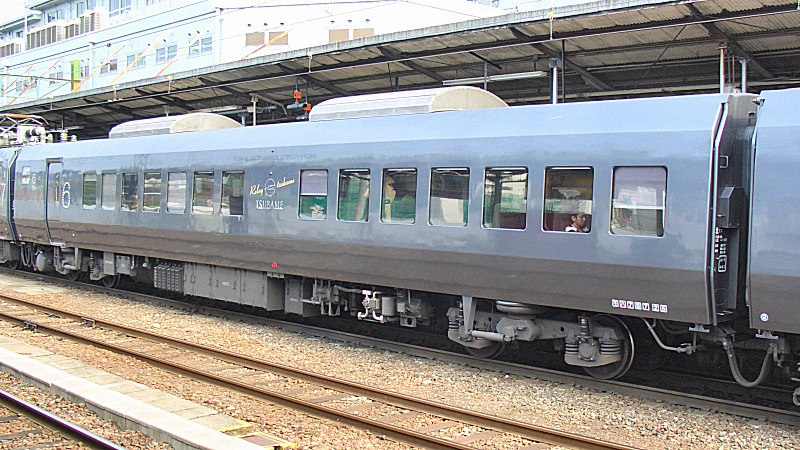
モハ787形 （モハ787-25）
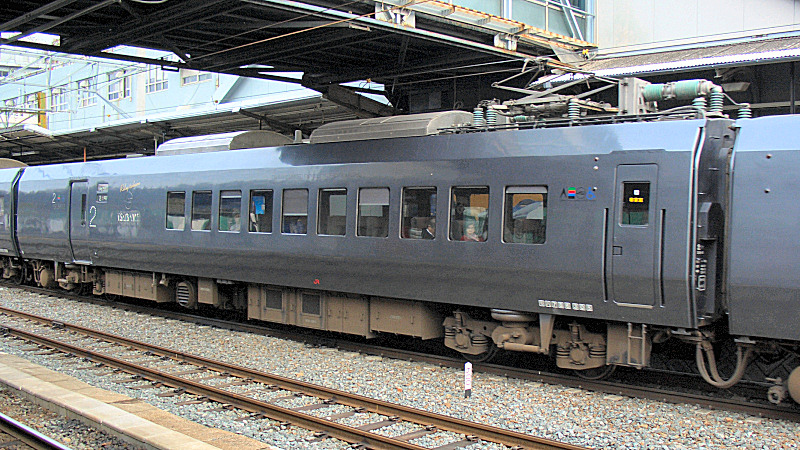
モハ786形300番台 （モハ786-305）
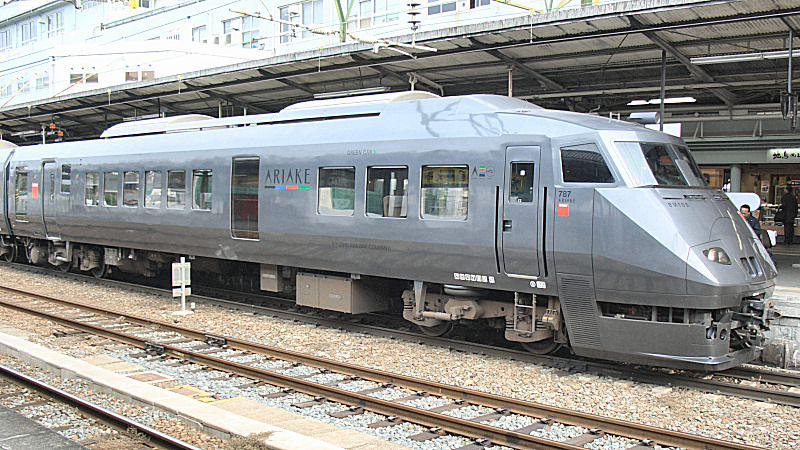
クロハ786形 （クロハ786-5）
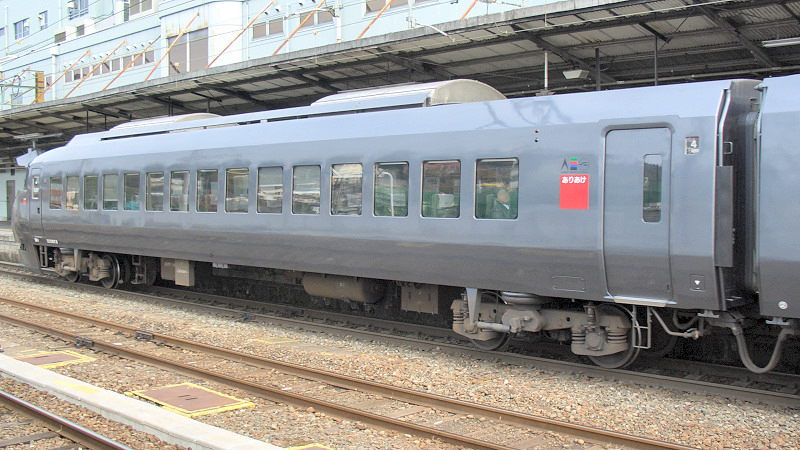
クハ787形 （クハ787-5）
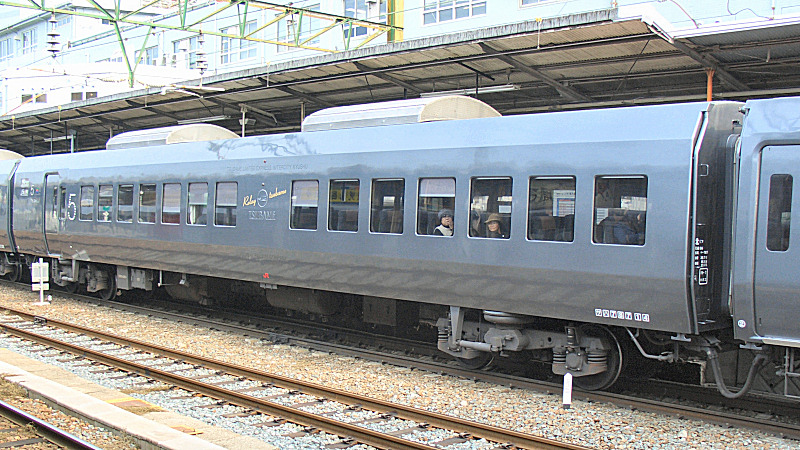
サハ787形0番台 （サハ787-14）
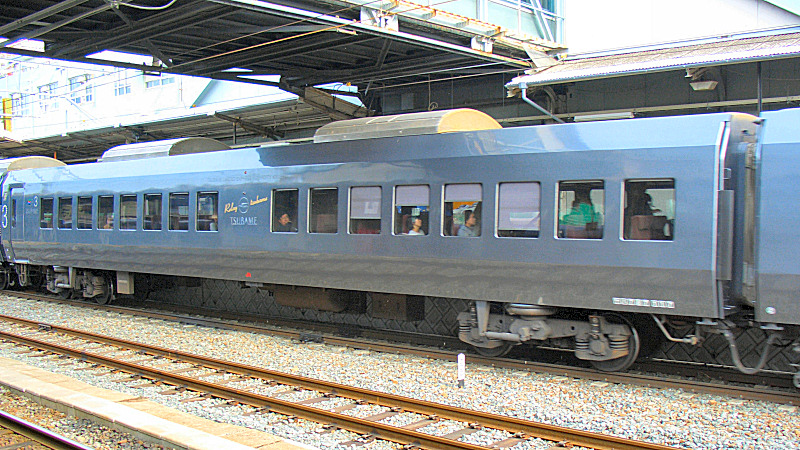
サハ787形100番台 （サハ787-117）

本項では新製形式のみ記載する。
| 登場時 | ← 西鹿児島・南宮崎・長崎小倉・門司港 → | ← 西鹿児島・南宮崎・長崎小倉・門司港 → | ← 西鹿児島・南宮崎・長崎小倉・門司港 → | ← 西鹿児島・南宮崎・長崎小倉・門司港 → | ← 西鹿児島・南宮崎・長崎小倉・門司港 → | ← 西鹿児島・南宮崎・長崎小倉・門司港 → | ← 西鹿児島・南宮崎・長崎小倉・門司港 → | ← 西鹿児島・南宮崎・長崎小倉・門司港 → | ← 西鹿児島・南宮崎・長崎小倉・門司港 → |
| 登場時 | クモロ787形 (Msc）                     | モハ786形 (M’)                         | モハ787形 (M)                          | モハ786形 (M’)                         | サハシ787形 (Tb)                       | サハ787形 (T)                          | サハ787形 (T)                          | モハ787形 (M)                          | クモハ786形 (M’c)                      |

| 7両編成 | ← 長崎・南宮崎小倉 → | ← 長崎・南宮崎小倉 → | ← 長崎・南宮崎小倉 → | ← 長崎・南宮崎小倉 → | ← 長崎・南宮崎小倉 → | ← 長崎・南宮崎小倉 → | ← 長崎・南宮崎小倉 → |
| 7両編成 | クモロ787形 (Msc）   | モハ786形 (M’)       | サハ787形 (T)        | サハシ787形 (Tb)     | サハ787形 (T)        | モハ787形 (M)        | クモハ786形 (M’c)    |

| 4両編成 | ← 熊本小倉 →         | ← 熊本小倉 →  | ← 熊本小倉 →   | ← 熊本小倉 →   | ← 熊本小倉 → | ← 熊本小倉 → |
| 4両編成 | クロハ786形 (T’hsc） | モハ787形 (M) | モハ786形 (M’) | クハ787形 (Tc) |              |              |

T1 - 14編成は1994年（モハ・サハの組み替え前）、BM101 - 111編成は2000年時点での車両構成。
クモロ787形
下り方先頭車となる制御電動車。主制御器を備える。
車内は運転席、トップキャビン6名（→DXグリーン席3席）、一般グリーン席（14席）、4人用個室、トイレ・洗面所となっている。
1次車 (1 - 6) はモハ786-100番台、2次車以降 (7 - 14) は同300番台とユニットを組んでいたが、1次車は4を除き相方のモハが交換されている（後述）。
定員24人→21人、重量43.5t。
クモハ786形
上り方先頭車となる制御電動車。後位側屋根上に下枠交差式パンタグラフ、床下に主変圧器を備える。
車内は中央に荷物置場がある。定員56人、重量45.2t。
モハ787形
中間電動車。
主制御器および空気圧縮機 (CP) を1台備える。
車内はトイレ・洗面所付きで中央に荷物置場がある。そのため座席番号の8番ABCDが欠番となっている（後述のサハ787-0も同様）。定員56人、重量42.0t。
モハ786形（0番台、100番台、200番台、300番台）
中間電動車。
0番台および100番台が1次車、200番台および300番台が2次車以降である。
当初は0番台および200番台がモハ787形と、100番台および300番台がクモロ787形とユニットを組んでいたが、1次車の一部はユニット組替が実施された（後述）。
後位側屋根上に下枠交差式パンタグラフ、床下に主変圧器を備える。
車内はバリアフリー対応トイレ・洗面所、自動販売機、マルチスペースが車端部デッキにあるほか、客室入口横に荷物置場がある。平成14年製造車には817系類似のドアチャイムが装備されている。
定員は0番台・100番台が42名、200番台・300番台は40名。重量は全て44.0t。
クロハ786形
下り方先頭車となる制御車。
車内は運転席、グリーン席、普通席、トイレ・洗面所、喫煙ルーム(全車禁煙化後は電話コーナー）となっている。
グリーン室と普通室は手動式の扉で仕切られているほか、本形式の出入台との仕切は、883系 と同様のガラス式となっている。
また、車端部には転落防止幌が設置されている。定員37人、重量は36.0t。
クハ787形0番台
上り方先頭車となる制御車。
車内は運転席、普通席で荷物置場は設置されていない。
この車両もクロハ786形と同様、出入台との仕切はガラス式となっており、車端部には転落防止幌が設置されている。定員60名、重量31.1t。
サハ787形0番台
付随車。
車内はトイレ・洗面所、簡易車掌台、普通席となっており、中央部に荷物置場がある。
一部車両は編成間で車両交換が実施されている（後述）。
乗降扉横の簡易車掌台には車掌スイッチや開閉可能な小窓があり、これで外見上はモハ787形と識別可能である。定員56人、重量32.7t。
サハ787形100番台
付随車。
1994年の時点では114まで製造されていたが、一部車両は、編成間で車両交換が実施されている（後述）ほか、2000年に5両がクハ787形100番台に改造された。
その後2002年に増備された115 - 117には、座席上部に滑り止めのゴムシートが、車端部には転落防止幌が設置されている。
車内は中央に荷物置場がある。そのため座席番号の9番ABCDが欠番となっている。トイレ・洗面所は設置されていない。定員64人、31.1t。
サハシ787形
セミコンパートメント（4席×6室）、立席ビュフェ、車内販売準備室で構成される。床下にはCPを1台備える。定員24名、重量35.6t。ビュフェ部分は当初座席がなく立席であったが、1996年11月頃より簡易的な座席が5脚設置された。
- クモロ787形
（クモロ787-14）
- クモハ786形
（クモハ786-14）
- モハ787形
（モハ787-25）
- モハ786形300番台
（モハ786-305）
- クロハ786形
（クロハ786-5）
- クハ787形
（クハ787-5）
- サハ787形0番台
（サハ787-14）
- サハ787形100番台
（サハ787-117）

## 改造

### モハ786形・サハ787形の交換
1994年までに、一部編成間でモハ786形及びサハ787形が以下のとおり交換された。モハ786形は1次車（0番台・100番台）と2次車以降（200番台・300番台）で、サハ787形は0番台と100番台で座席配置や定員、接客設備に違いがあるため、編成内の位置を揃えるのが狙いとされる。ただし、モハ786形は100番台が6両に対して200番台は5両しかなかったため、モハ786-104だけは交換されなかった。結果、同車はモハ786形の1次車で唯一「リレーつばめ」塗装となっている。なお、本系列は電動車ユニット内のみ半永久連結器、他はすべて密着連結器である。
- モハ786-101 (BM1) ←→ 202 (BM8)
- モハ786-102 (BM15) ←→ 205 (BM11)
- モハ786-103 (BM3) ←→ 204 (BM10)
- モハ786-105 (BM5) ←→ 203 (BM2)
- モハ786-106 (BM6) ←→ 201 (BM7)
- サハ787-6 (BM5) ←→ 110 (BM12)
- サハ787-10 (BM6) ←→ 111 (BM13)

カッコ内は、組成されていた・された編成である。

### 先頭車化改造
2000年に「有明」向けBM107 - 111編成を組成する際に不足する先頭車のうち、上り方普通車は「にちりんシーガイア」「ドリームにちりん」用7両編成の6両編成化により捻出されたサハ787形100番台から以下のとおり改造されることとなった。サハ787形の捻出元編成はBM10・12 - 15編成である。
- サハ787形100番台の後位側座席8席を撤去し、在来車と同様の運転室ユニットを接合。
- 方転改造を実施。出入台部分、デッキと客室の仕切、客室中央部の荷物置場はそのまま残された。このため9番ABCD席が欠番となっている。外観上は窓配置がやや異なるもののクモハ786形からパンタグラフを撤去したイメージであり、前位より運転席、普通席（定員24名）、荷物置場、普通席（定員32名）となっている。定員56名、重量31.2t。
- サハ787-102・108・112 - 114→クハ787-102・108・112 - 114（改番なし）

### 「有明」向け転用

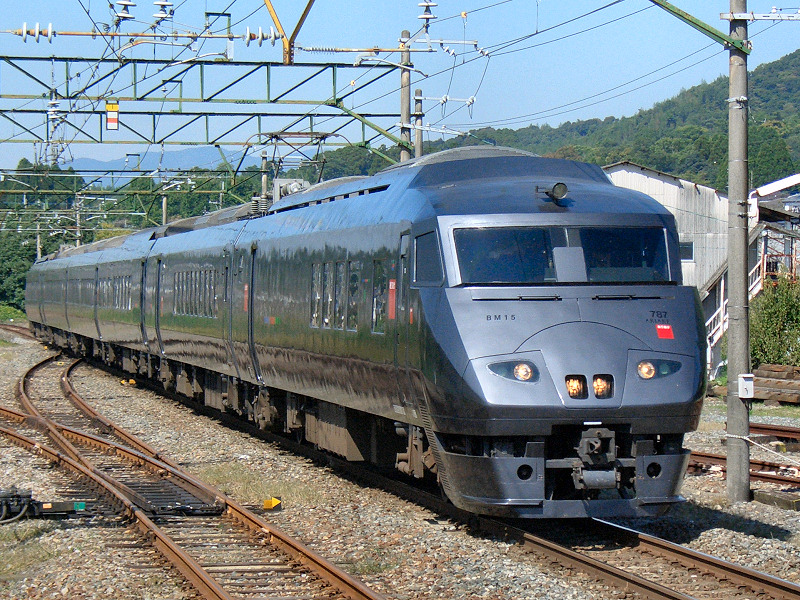
「有明」6両編成

1999年 - 2000年にかけ、BM101 - 111編成を組成する際に、先頭車化改造車を含めて「つばめ」からの転用車は以下のように変更された。なお、新製された先頭車は落成時よりこの表記で登場した。
- 車内を含む車体の旧「TSUBAME」ロゴを、「ARIAKE」に変更。ただし書体等は従来のものと同様。
- 出入台横や先頭部に、赤地正方形上に白字で「ありあけ」と表記されたマークを追加。

### 「リレーつばめ」向けリニューアル工事

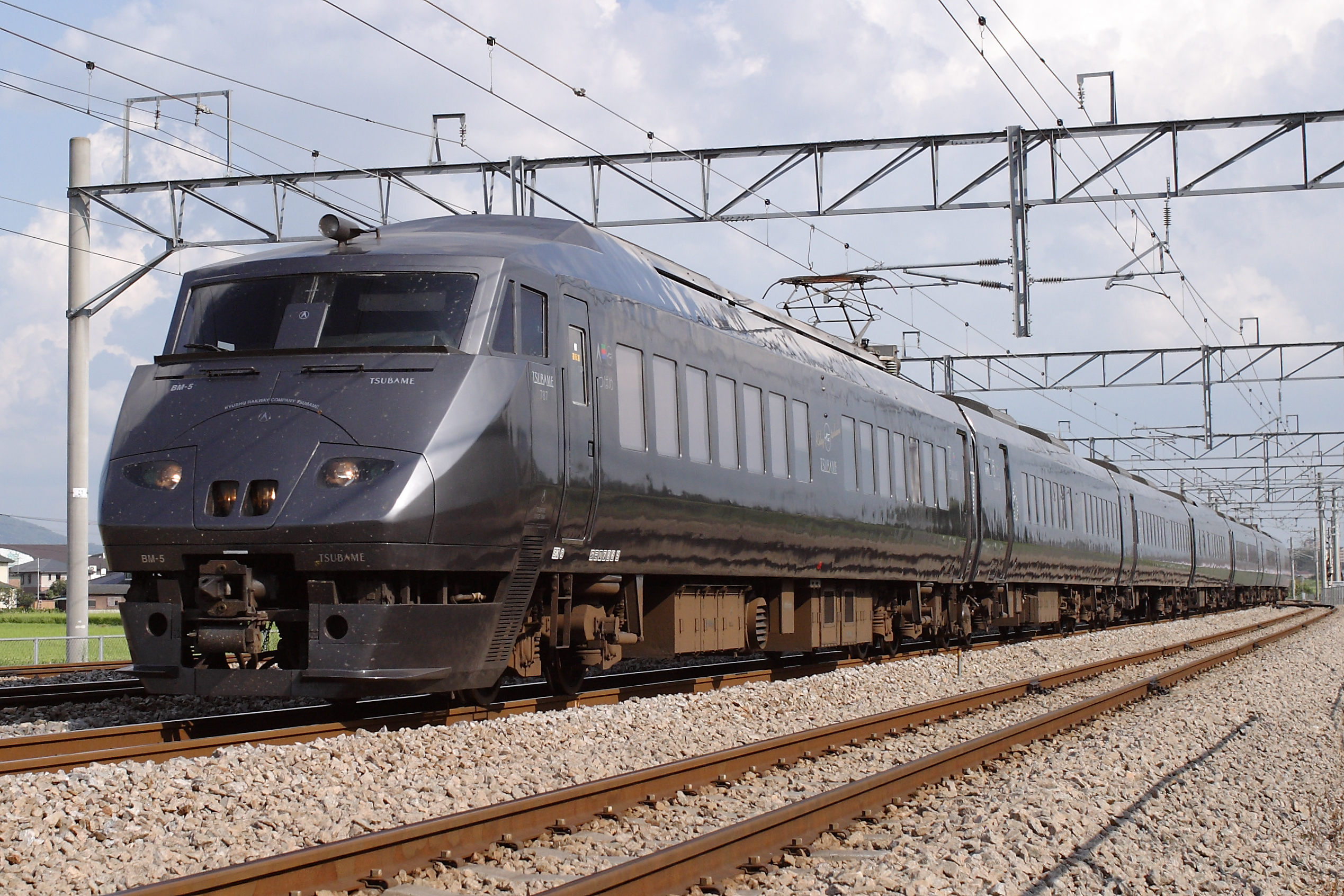
「リレーつばめ」編成

2002年 - 2004年にかけて九州新幹線部分開業に伴う「リレーつばめ」への転用を前に、BM12・15編成を除く12編成に対し以下のとおりリニューアルが施工された（ただし、新製された中間車は落成時より以下の仕様である）。これに合わせ、変更対象の6両編成は予備あるいは新製の中間車を組み込み7両編成とされた。また、ビュッフェ車の普通車化改造も併せて行われたため本項で記述する。
- 車体地色をツートングレーからダークグレーに変更。
- 座席モケットをグリーン席・普通席共に一新。また運転室との仕切りやグリーン個室の外壁を木目調のパネルに変更。
- 「TSUBAME」ロゴは、「つばめ」マークとともにステンレスの切文字に変更。なお、この切文字は2009年に白色ステッカーに変更された編成がある。
- 「見えるラジオ」を利用したニュース配信装置を追設（クモロ787形）。
- 車内外とも、「つばめ」マークの両側に「Relay tsubame」の金色シールを貼付。
- 800系と同様のドット表記の号車番号を、出入台横に貼付。

#### ビュフェの普通車化

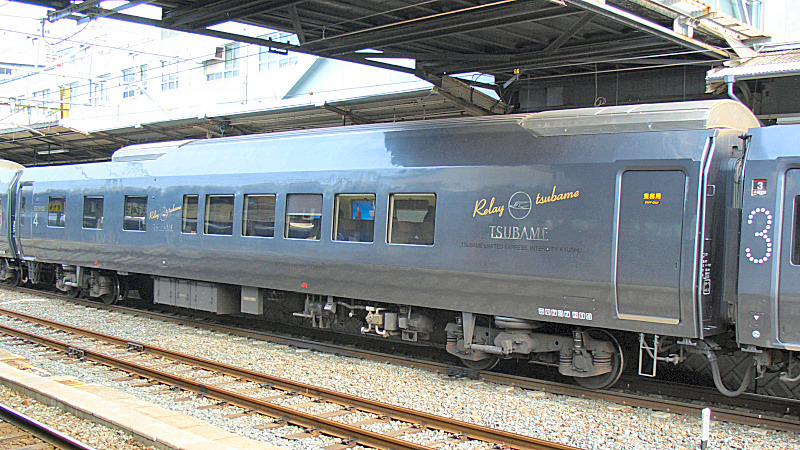
サハ787-214

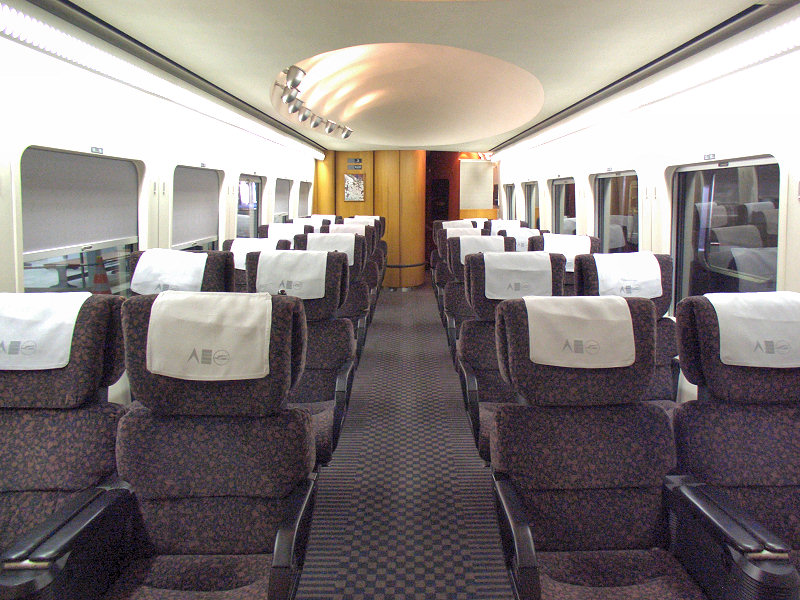
サハ787-202
普通車改造後の旧ビュフェ

「リレーつばめ」転用に伴い、座席定員数確保のためサハシ787形のビュフェ部分が普通座席車に改造された（こちらはBM12・15編成にも施工）。形式はサハ787形200番台（元番号＋200）に変更されている。
- 885系の普通車と同一構造の座席を23席設置。ただし885系の革張りではなく、モケット張りである。またこの区画はビュフェ時代のドーム状天井を残したため窓上部の荷物棚がなく、手荷物を足元に置けるように座席の前後の間隔が他の普通席よりも広い（グリーン席と同じ1,200mm）。なお、座席番号1Cは欠番とされた。座席背面部には885系と同様にチケットホルダーが設置されているが、これには「リレーつばめ」編成（7両）にも「有明」編成（6両）にも「TSUBAME」のロゴ刺繍が施されている。定員47名、重量40.6t。
  - 撤去されたビュフェのカウンター・楕円テーブル・椅子の一部が九州鉄道記念館の「ミュージアムカフェ 汽車ぽっぽ」[注 3] に転用されていた。
- 高窓や縦長の窓を廃止し、通常の高さの窓に変更。
  - ボックスシート・もとのビュフェ区画部分のドーム状天井・業務用扉・客室乗務員用スペースはそのままとなっている。

なお、改造中は編成ごと入場していた訳ではなく、改造対象のサハシ787形のみを編成から外し、代わりに当時予備車となっていたサハ787-109を組み込んで営業運転に就いていた。

### DXグリーン席の設置
2005年10月より、クモロ787形全車のトップキャビンを1列3席の電動リクライニングシートであるDXグリーン席に変更する改造が、約1年間かけて行われた。改造後の定員は24→21人と3人減となった。
改修に際してトップキャビンと一般座席との仕切りは撤去されていなかったが、運用開始後ハットラックに頭をぶつける事故が発生したため、ドアは撤去された。
また、座席の前後及び窓下にモバイル用コンセントが新たに設置された。

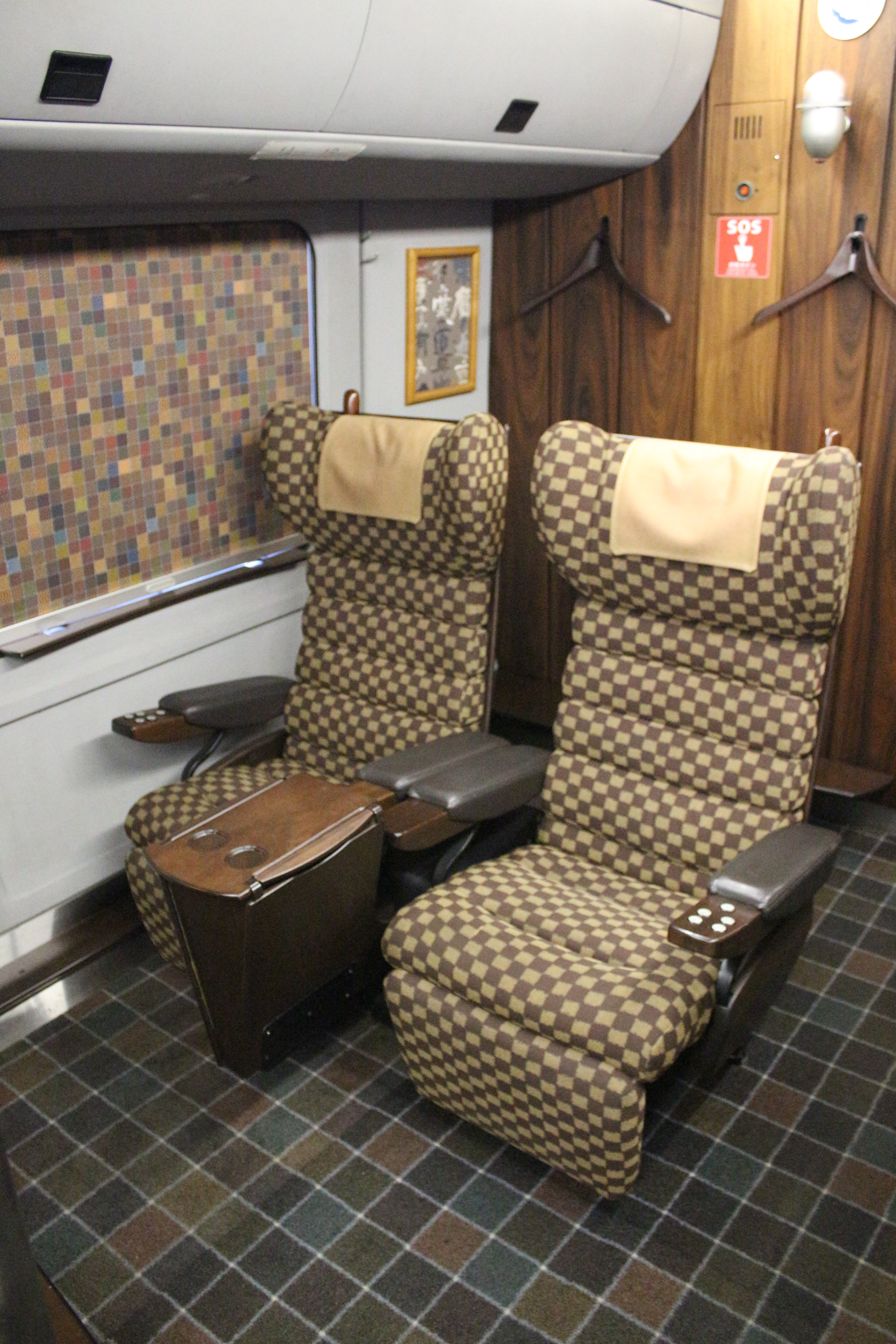
DXグリーン席（2列）
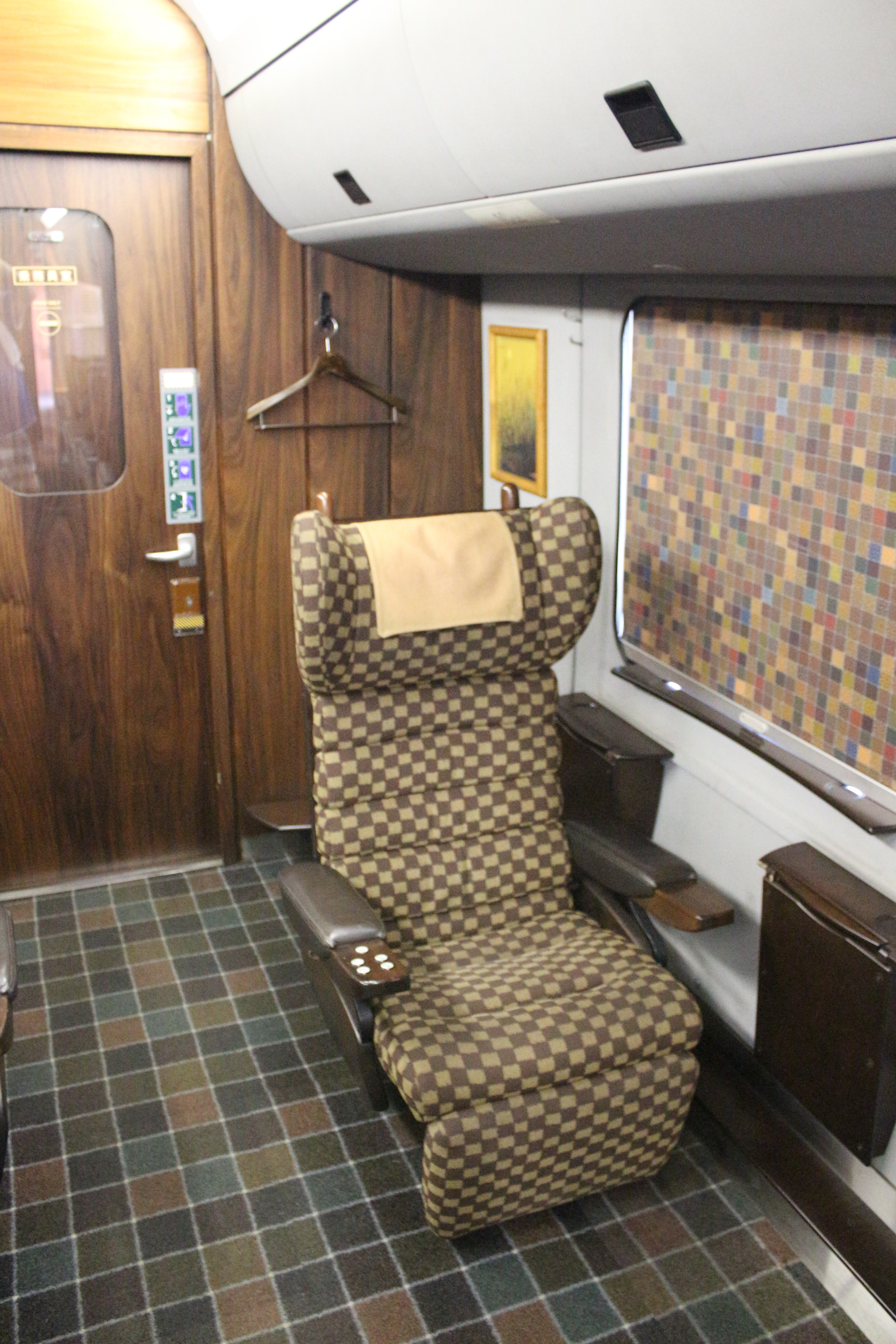
DXグリーン席（1列）

### 「AROUND THE KYUSHU」ロゴへの変更

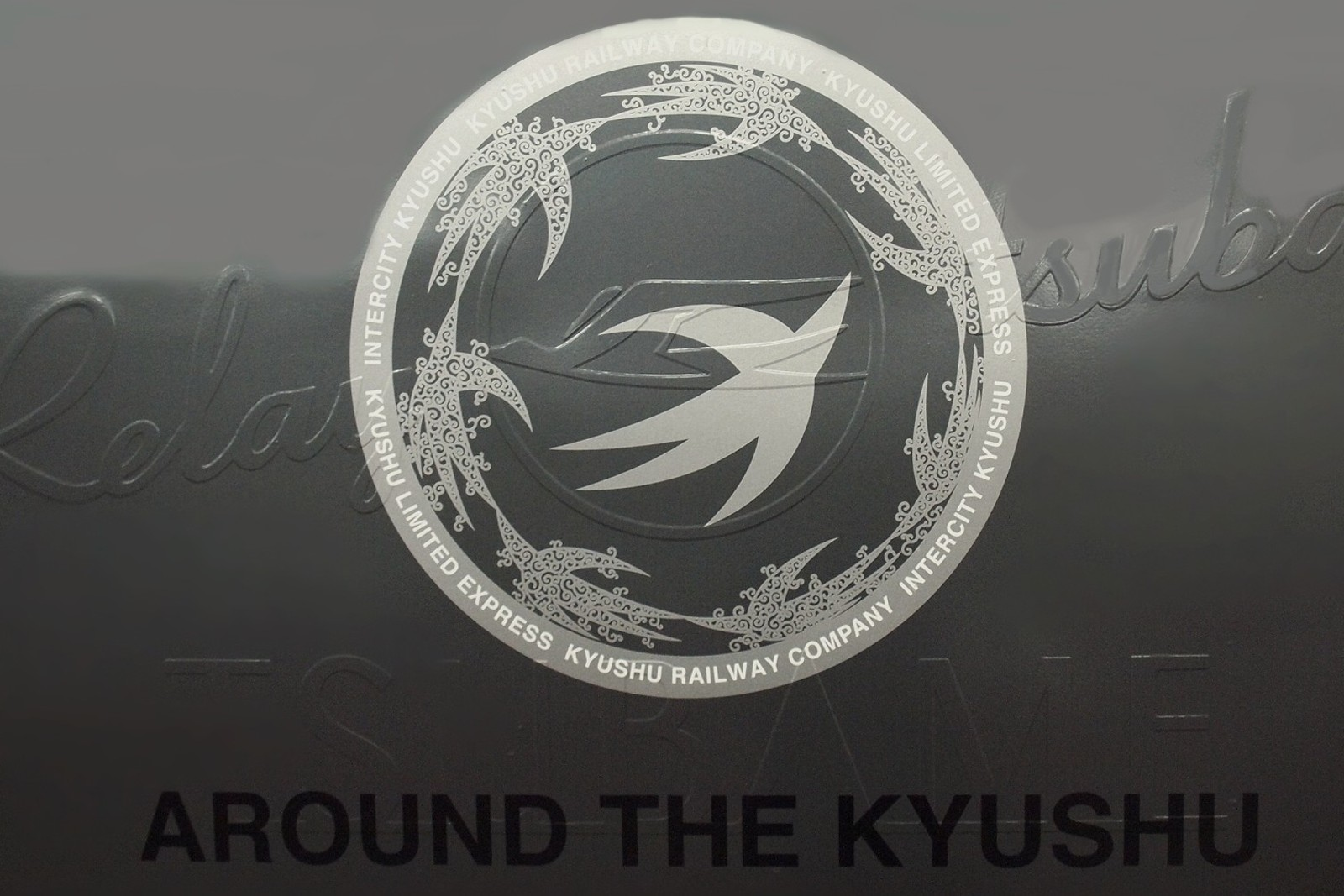
「AROUND THE KYUSHU」ロゴ

2011年3月12日の九州新幹線全線開通に伴い、787系は九州全域に転用されることから、前頭部および車体側面部、車内客室出入口ドアの「TSUBAME」「ARIAKE」ロゴは「787」「AROUND THE KYUSHU」ロゴに置き換えられた。また、4両編成もダークグレー塗装+「787」「AROUND THE KYUSHU」ロゴへの変更が進められている。
ロゴの変更は小倉工場へ重要部検査などのために入場する際に、車体再塗装と同時に行われる予定のため、大半の車両は2011年3月のダイヤ改正にあわせて、車体へシールを貼り付ける形で仮処理を施した。このため、上の写真のように旧ロゴがシールの下に透けて見える車両も多く存在した。

### ワンマン化改造
2017年3月4日ダイヤ改正により、「にちりん」・「ひゅうが」および宮崎空港線普通列車となる列車の一部においてワンマン運転が開始され、大分車両センター所属車を対象にワンマン対応工事が実施された。この工事により、車外スピーカーの設置、客室内の防犯カメラおよびワンマン機器が増設されている。また、2018年にはBEC819系類似のドアチャイムと開閉ランプも随時追加されている。なお、ドアの開閉は車掌スイッチを扱う為、運転台には開閉スイッチの設置はない。これに伴う改番は発生していない。その後、2018年3月17日からは、「にちりん」「ひゅうが」「きりしま」のうち、小倉-大分間の「にちりん」を除く4両編成で運行する列車はすべてワンマン運転となった。

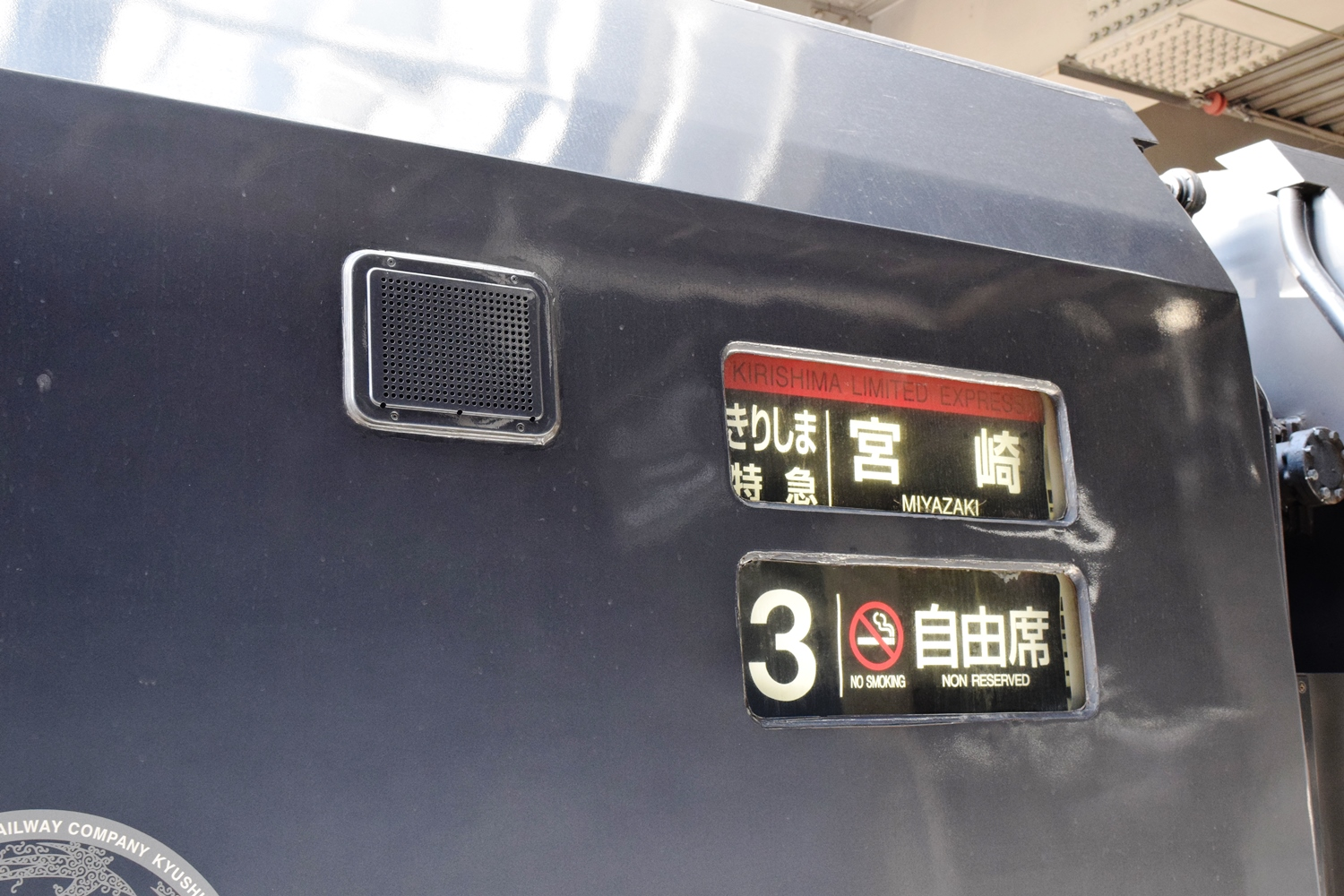
車外放送スピーカー
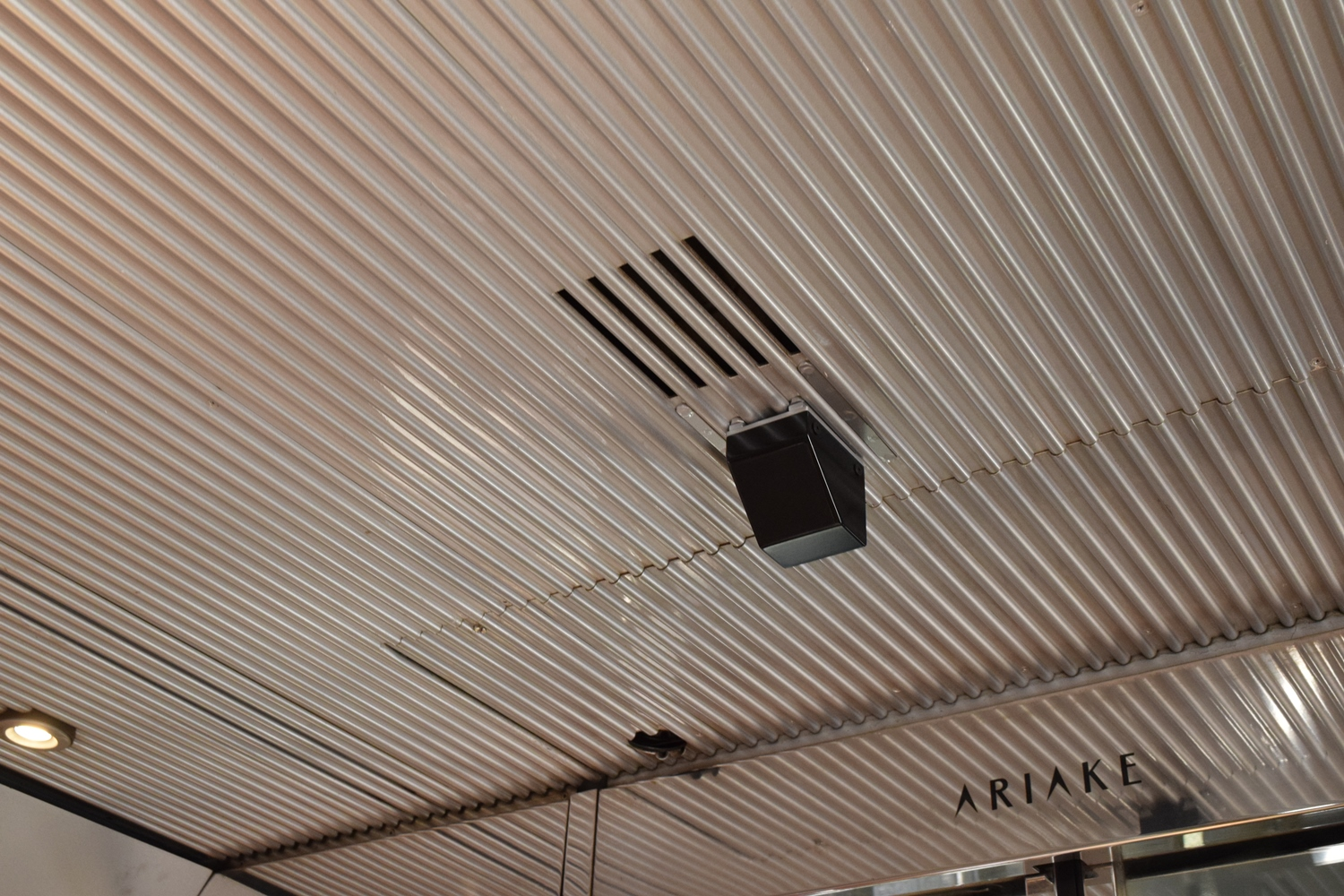
デッキの防犯カメラ
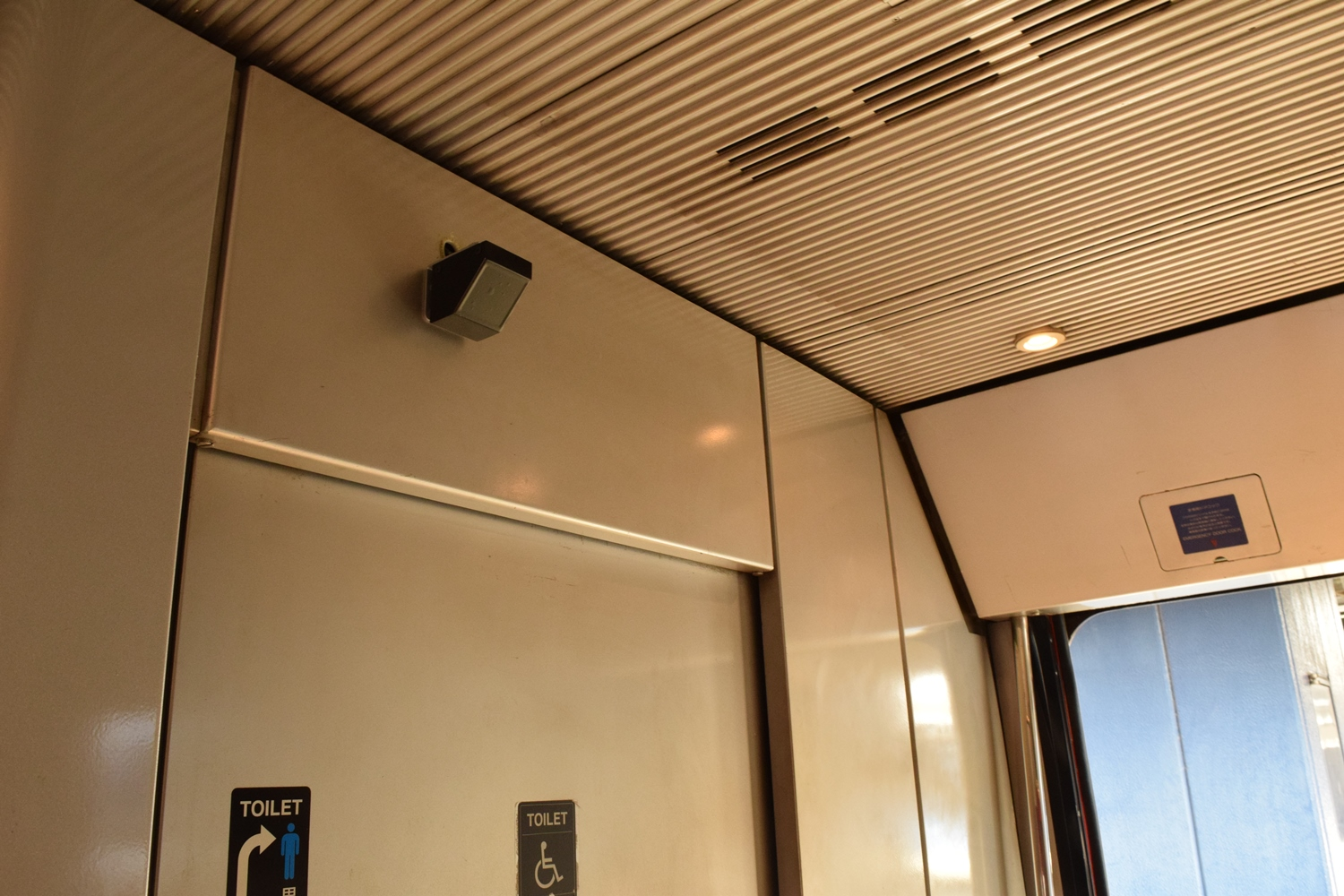
デッキの防犯カメラ
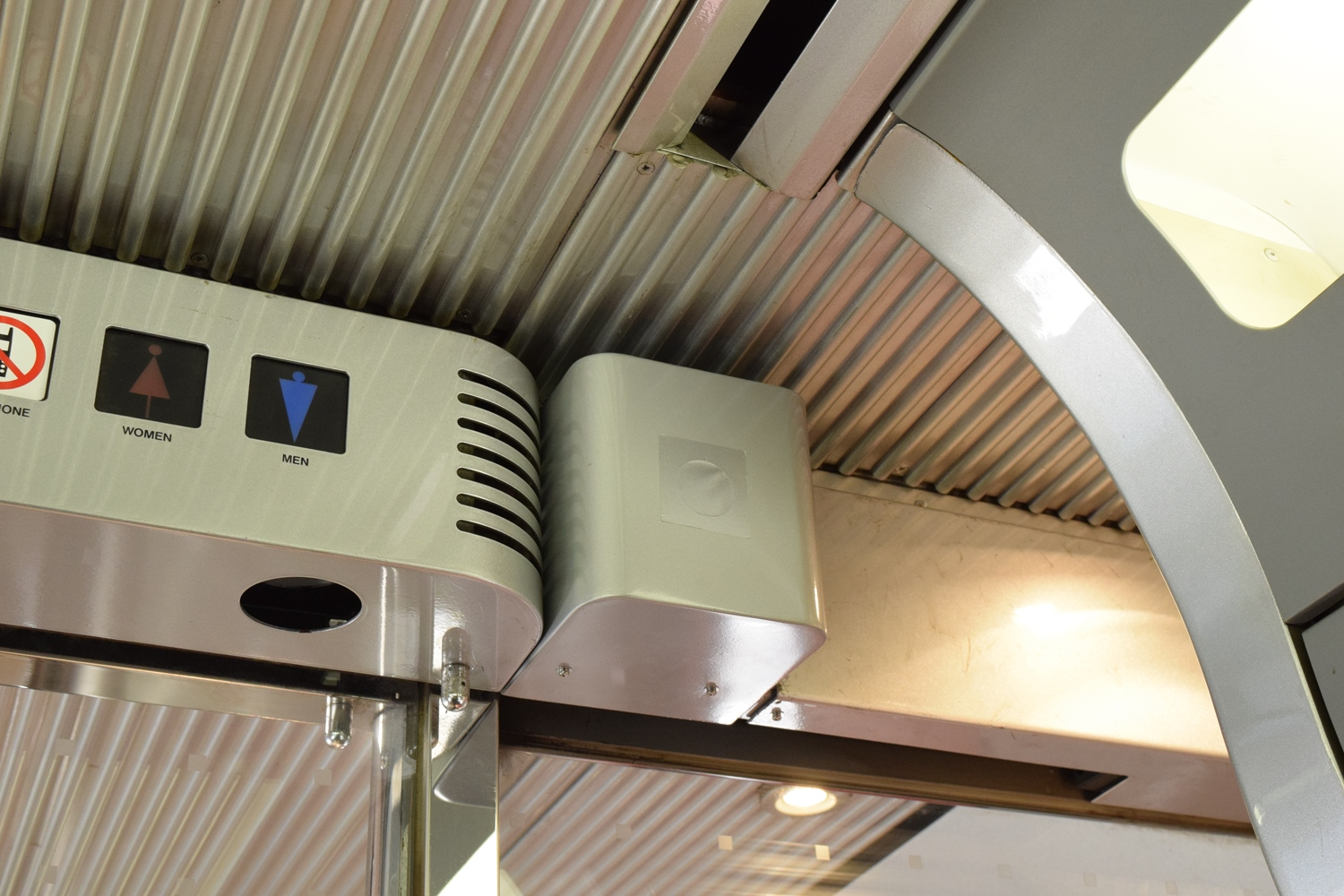
客室内の防犯カメラ(準備工事)

### 「36ぷらす3」への改造

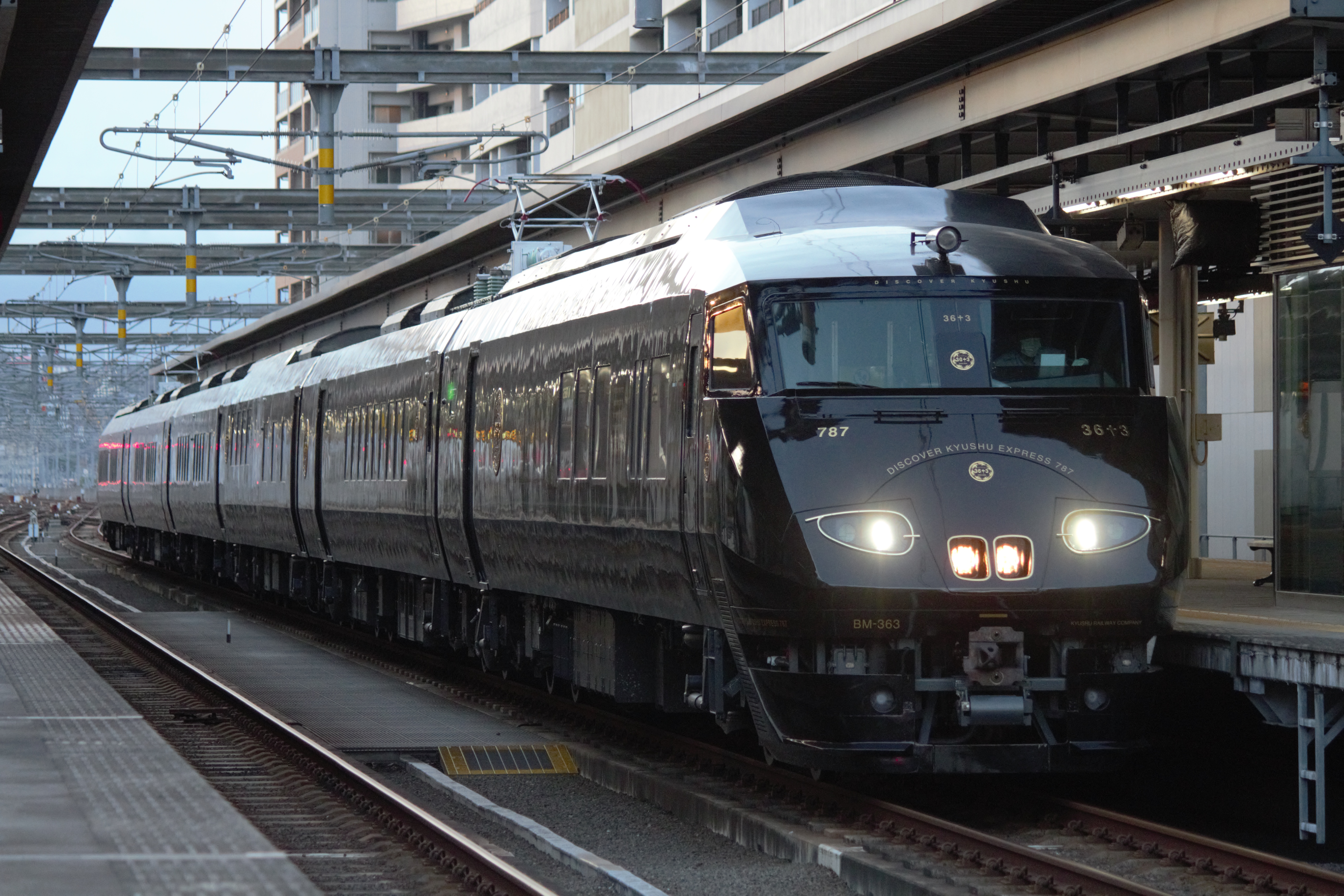
「36ぷらす3」専用車のBM-363編成

2019年 - 2020年にかけて、小倉総合車両センターにて、BM-15編成6両をD&S列車「36ぷらす3」専用編成に改造した。編成番号は「BM-363」に改称されている。
1号車から3号車までがグリーン個室（1号車は4席4室、2号車は6席3室と車いす対応座席、3号車は2席6室）、3号車はビュッフェとの合造車に戻され、4号車は車内体験やイベントに使用するマルチカー、5号車と6号車が通常のグリーン席（5号車30席、6号車27席）となり、編成定員は計103席。編成番号と車両番号は全て「363」で統一されている。また、側面の行先表示器が幕式からフルカラーLED式に交換されている。
なお、一部車両の座席は、2016年に発生した熊本地震で脱線した新幹線800系電車（U005編成）の廃車発生品を再利用したもので、1人がけ座席には2つテーブルがついている（なお座席と反対側のテーブルは開けることができない）。

### その他
- 以下の車両は試作台車を履いており、長期試験に供された。

クモロ787-2およびモハ786-102：DT900K、サハ787-202：TR900K（いずれも近畿車輛製）
モハ787-2およびモハ786-1：DT901K、サハ787-101：TR901K（いずれも住友金属工業製）
- 車椅子対応の大型トイレが設置されていながら車椅子対応座席が設置されていなかったモハ786形0・100番台にも順次車椅子対応座席が2席設置された。これにより定員は42→40名に減少。

- BO-6106編成を皮切りに、屋根上に観測装置又は電力設備監視装置を搭載した編成が登場している。

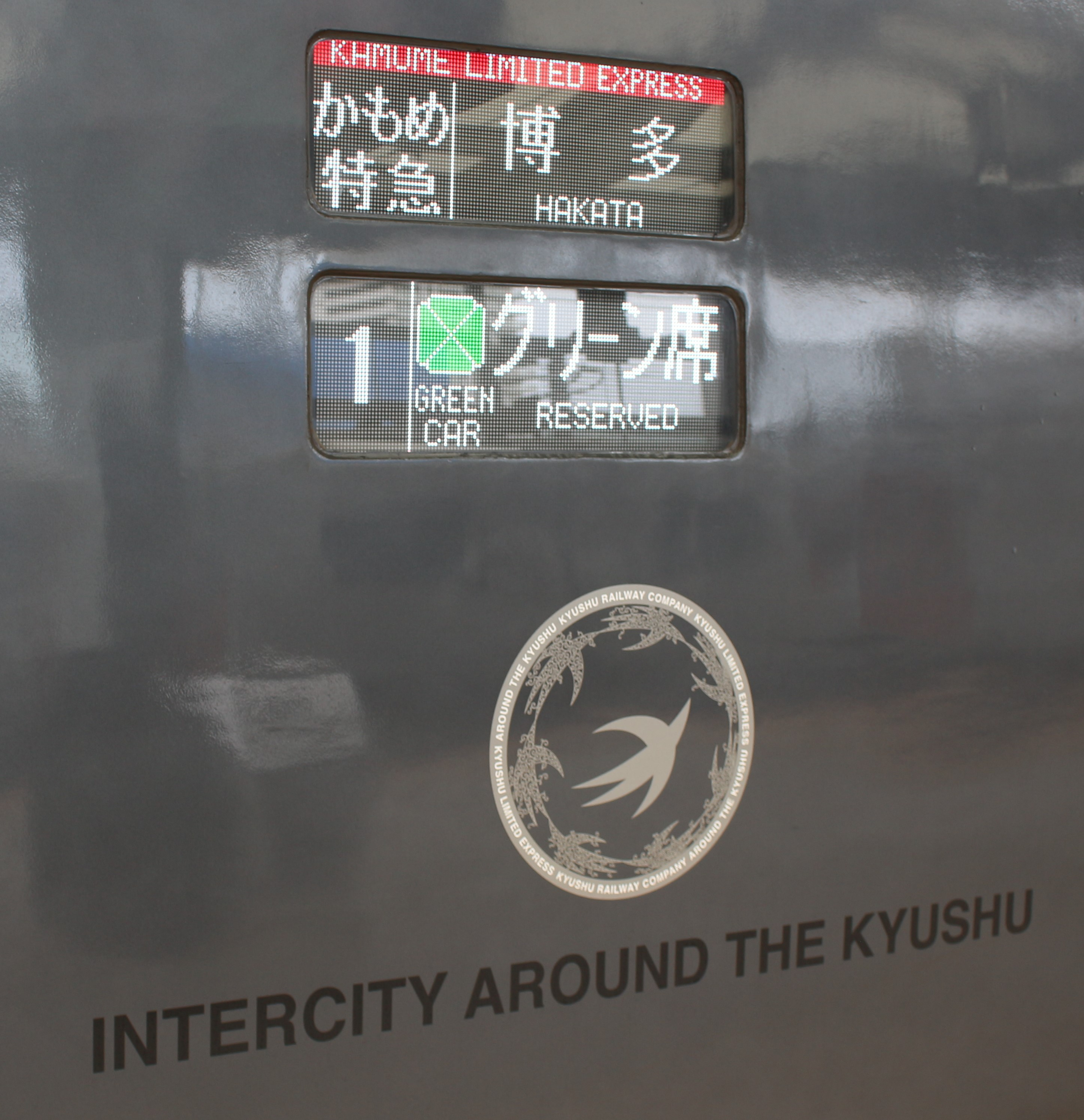
フルカラーLEDの行先表示器
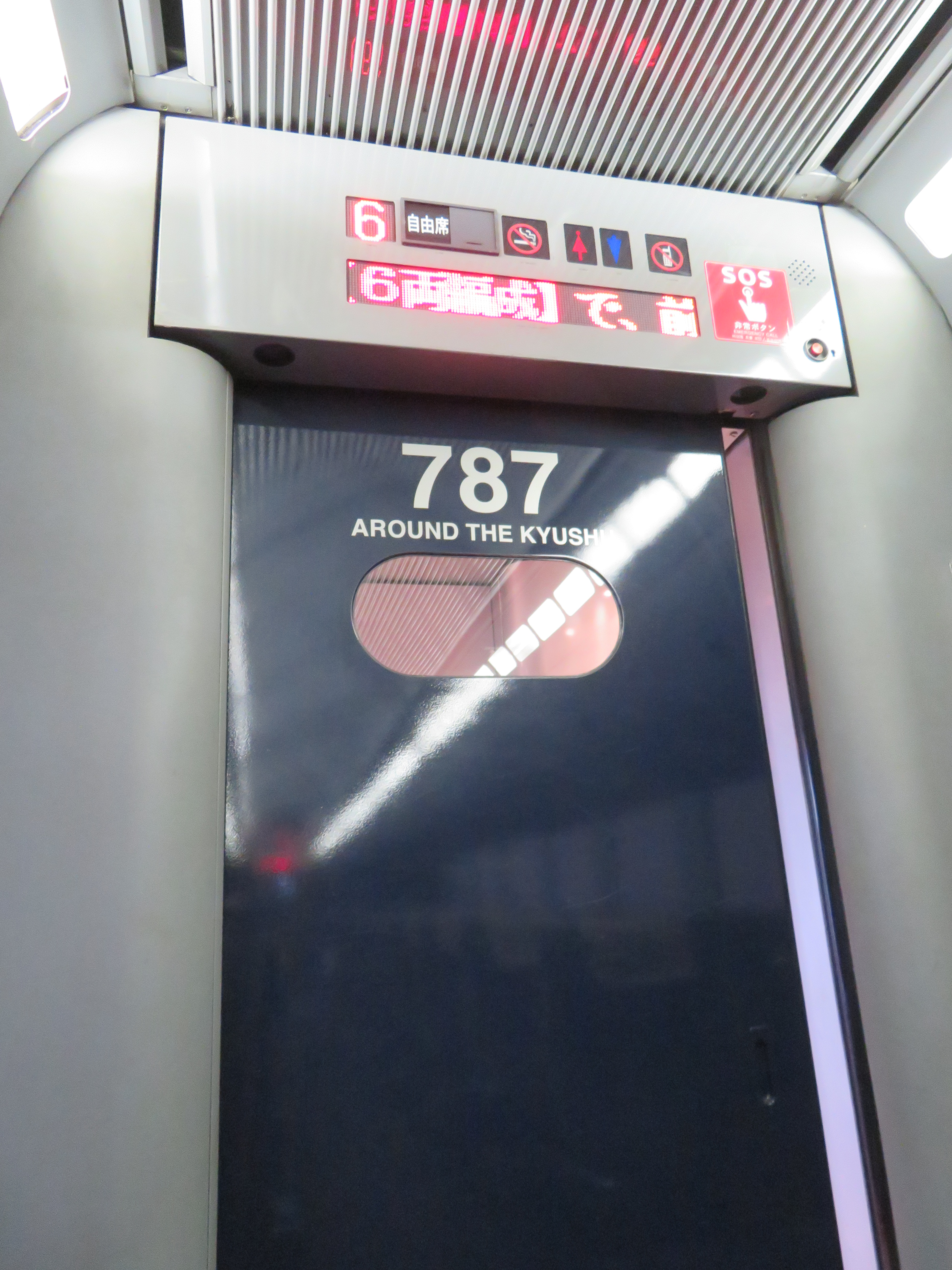
車内ドアのロゴ(塗装後)

## 編成別解説
当初は全車が鹿児島運転所（現・鹿児島車両センター）に配属されていた。1994 - 1996年、定期「かもめ」充当時は5編成が南福岡電車区（現・南福岡車両区）に配属されていた（一部は新製配置）。「かもめ」定期運用廃止とともに鹿児島運転所に転出し、再び全車が集約された。
1999 - 2000年に「有明」用の4両編成は南福岡電車区に配置された。その後に残った「つばめ」用7両編成および「有明」用6両編成も2004年に南福岡車両区に転出したことで、2004年時点で全車が南福岡電車区に集約された。なお、1999年以降の新製車のうち「有明」用の先頭車は当初から南福岡電車区への新製配置である。2011年1月時点では7両編成12本、6両編成2本、4両編成11本だった。
2011年3月12日のダイヤ改正にあたり、7両編成は6両編成に減車、4両編成は485系を置き換えるため、大分車両センターに転出した。
2021年10月現在、6両編成14本（BM1 - 8・10 - 14・363編成）と増結用予備車のサハ787形100番台12両が南福岡車両区に、4両編成11本（Bo102・103・105・107 - 111・6101・6104・6106編成）が大分鉄道事業部大分車両センターに所属している。
BM1 - 8・10 - 14編成

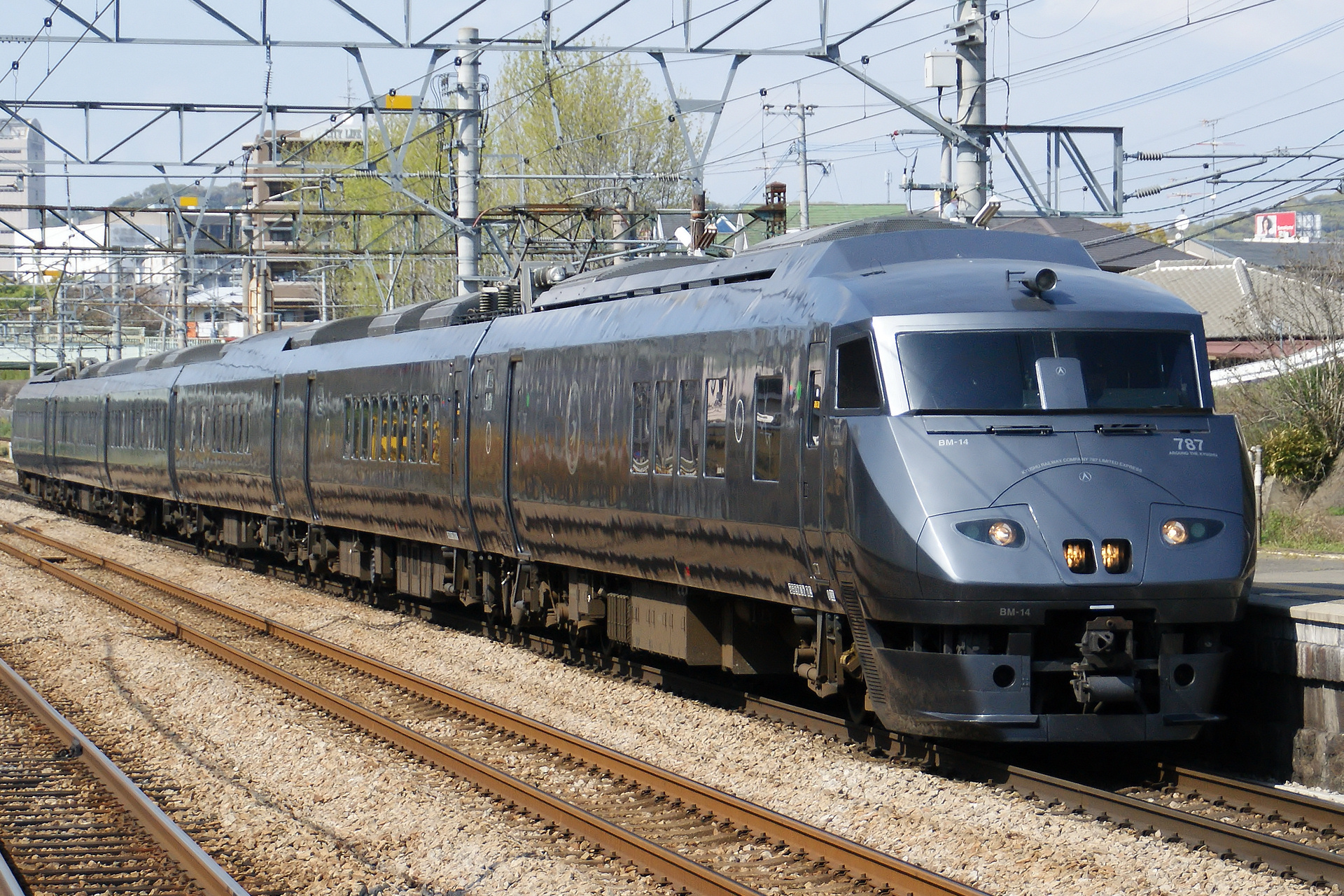
6両編成（BM-14）

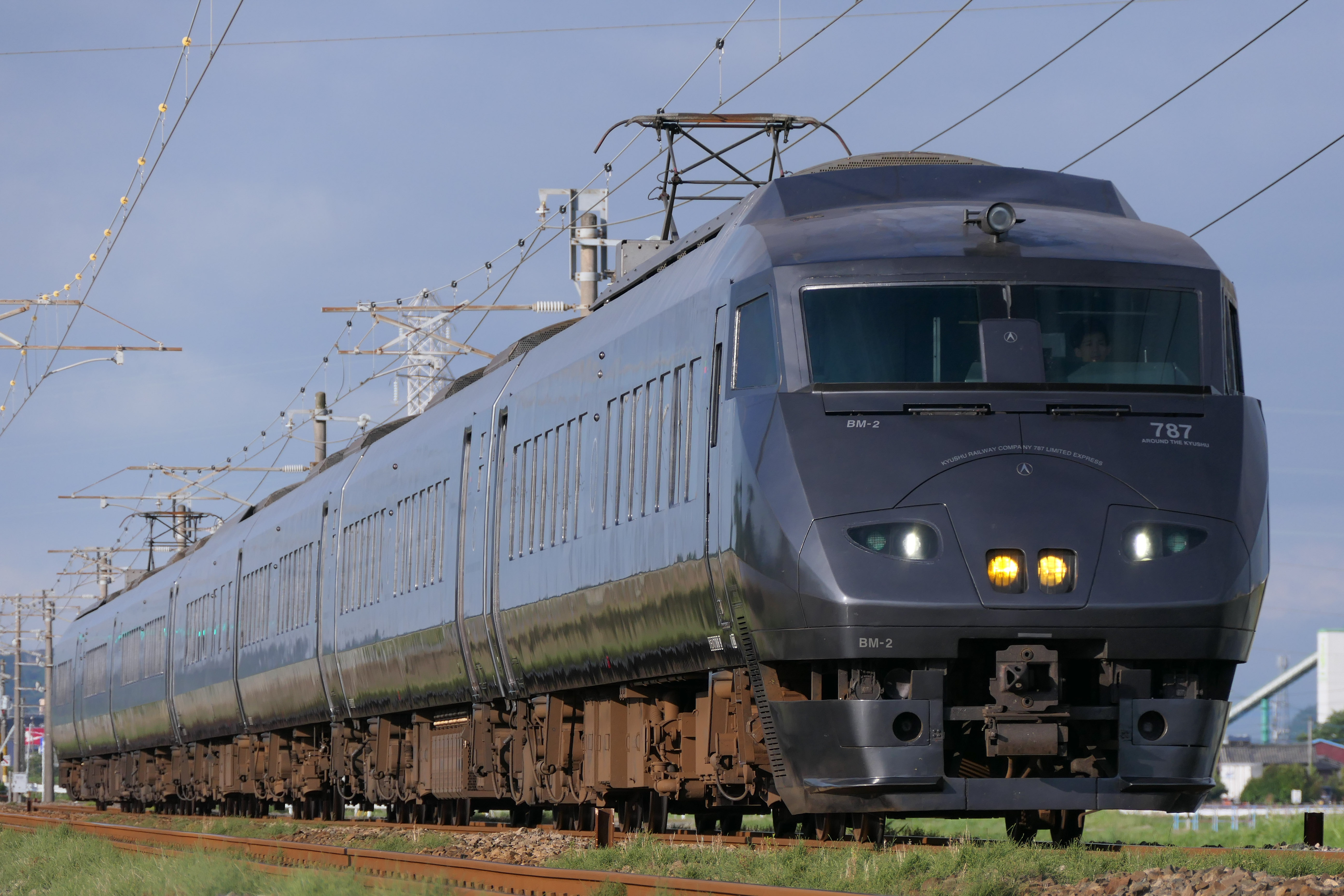
7両編成（BM-2）

- BM12・15編成は2011年3月以前から6両編成で、「有明」などに充当されていた。そのほかの編成は2011年3月に7両編成から3号車のサハ787形（100番台）を抜いた編成である。元7両編成は「Relay tsubame」のロゴが描かれていた。
- 当初はT-◯編成を名乗っていたが、1995年にBK(BM)-◯編成に表記を変更。以下の例外を除いて現在まで続く。このためBK-9（→BM-9）は1999年から欠番となっている。
  - T-9 → BK-9 → BK-2（2代）→ BM-2
  - T-2 → BK-2（初代）→ BK-15 → BM-15 → BM-363（「36ぷらす3」専用編成 ）
- 7両編成から抜かれたサハ787形は101, 103 - 107, 109 - 111, 115 - 117の12両で、繁忙期に2両単位で増結し、主に長崎本線系統の特急列車に使用していた。2014年3月15日からは「かもめ」「みどり」を通年7両編成で運行するため、6 - 8編成に対してサハ787形100番台を1両ずつ増結している（繁忙期にはさらに1両増結）。なお、7両化の際にどのサハを増結するかは編成ごとにある程度決まっており、基本的に旧「リレーつばめ」時代と同じ組み込み先で使用されているほか、サハ同士での走行距離調整の関係からか7両で運行される編成は一定せず、定期的に6両への減車や7両への増結を繰り返していた。BM12編成のみ内装や生地の色調が新製時の原型のままとなっている。増結位置は7両化の場合モハ786形とサハ787形200番台の間で、8両化の場合はこれに加えてサハ787形0番台とモハ787形の間に挿入され、それぞれ3号車、6号車となる。
- 車体ロゴは「Relay tsubame」「ARIAKE」から「(INTERCITY) AROUND THE KYUSHU」に変更されている。
- 2022年9月より、「リレーかもめ」に充当される編成は8両に増結している（BM-1・3・6・7・8・10編成）。このため事実上8両編成6本と6両編成7本として運用が組まれている。
- 8両編成は「リレーかもめ」の本系列充当の全列車、「きらめき1・6号」および「かささぎ107・109・111・108・112・114号、に用いられている。
- 6両編成は「きらめき101・2・8号」「かささぎ201・202号」「にちりん7・11・15・4・6・12号」、「にちりんシーガイア5・14号」、「ひゅうが1・5・12・16号」および「かいおう」全列車に用いられている。

| 編成番号 | （博多駅基準）← 武雄温泉・肥前鹿島門司港 → | （博多駅基準）← 武雄温泉・肥前鹿島門司港 → | （博多駅基準）← 武雄温泉・肥前鹿島門司港 → | （博多駅基準）← 武雄温泉・肥前鹿島門司港 → | （博多駅基準）← 武雄温泉・肥前鹿島門司港 → | （博多駅基準）← 武雄温泉・肥前鹿島門司港 → | （博多駅基準）← 武雄温泉・肥前鹿島門司港 → | （博多駅基準）← 武雄温泉・肥前鹿島門司港 → |
| 編成番号 | クモロ787                                  | モハ786                                    | サハ787                                    | サハ787                                    | サハ787                                    | サハ787                                    | モハ787                                    | クモハ786                                  |
| BM-1     | 1                                          | 202                                        | 101                                        | 201                                        | 1                                          | 116                                        | 1                                          | 1                                          |
| BM-3     | 3                                          | 204                                        | 103                                        | 203                                        | 3                                          | 117                                        | 5                                          | 3                                          |
| BM-6     | 6                                          | 201                                        | 111                                        | 206                                        | 9                                          | 109                                        | 11                                         | 6                                          |
| BM-7     | 7                                          | 301                                        | 105                                        | 207                                        | 7                                          | 107                                        | 13                                         | 7                                          |
| BM-8     | 8                                          | 302                                        | 106                                        | 208                                        | 8                                          | 110                                        | 15                                         | 8                                          |
| BM-10    | 10                                         | 304                                        | 115                                        | 210                                        | 12                                         | 104                                        | 19                                         | 10                                         |

| 編成番号 | （小倉駅基準）← 佐賀・博多・宮崎空港門司港・直方 → | （小倉駅基準）← 佐賀・博多・宮崎空港門司港・直方 → | （小倉駅基準）← 佐賀・博多・宮崎空港門司港・直方 → | （小倉駅基準）← 佐賀・博多・宮崎空港門司港・直方 → | （小倉駅基準）← 佐賀・博多・宮崎空港門司港・直方 → | （小倉駅基準）← 佐賀・博多・宮崎空港門司港・直方 → |
| 編成番号 | クモロ787                                          | モハ786                                            | サハ787                                            | サハ787                                            | モハ787                                            | クモハ786                                          |
| BM-2     | 9                                                  | 303                                                | 209                                                | 11                                                 | 17                                                 | 9                                                  |
| BM-4     | 4                                                  | 104                                                | 204                                                | 4                                                  | 7                                                  | 4                                                  |
| BM-5     | 5                                                  | 203                                                | 205                                                | 5                                                  | 9                                                  | 5                                                  |
| BM-11    | 11                                                 | 305                                                | 211                                                | 13                                                 | 22                                                 | 11                                                 |
| BM-12    | 12                                                 | 306                                                | 212                                                | 6                                                  | 23                                                 | 12                                                 |
| BM-13    | 13                                                 | 307                                                | 213                                                | 10                                                 | 24                                                 | 13                                                 |
| BM-14    | 14                                                 | 308                                                | 214                                                | 14                                                 | 25                                                 | 14                                                 |

BM-363編成
- 詳しくは「36ぷらす3」を参照。

| 編成番号 | ※九州を1周するルートを走行するため、編成の向きは週ごとに入れ替わる。 | ※九州を1周するルートを走行するため、編成の向きは週ごとに入れ替わる。 | ※九州を1周するルートを走行するため、編成の向きは週ごとに入れ替わる。 | ※九州を1周するルートを走行するため、編成の向きは週ごとに入れ替わる。 | ※九州を1周するルートを走行するため、編成の向きは週ごとに入れ替わる。 | ※九州を1周するルートを走行するため、編成の向きは週ごとに入れ替わる。 |
| 編成番号 | クモロ787                                                            | モロ786                                                              | サロシ786                                                            | サロ787                                                              | モロ787                                                              | クモロ786                                                            |
| BM-363   | 363                                                                  | 363                                                                  | 363                                                                  | 363                                                                  | 363                                                                  | 363                                                                  |

Bo6101・102・103・6104・105・6106・107 - 111編成

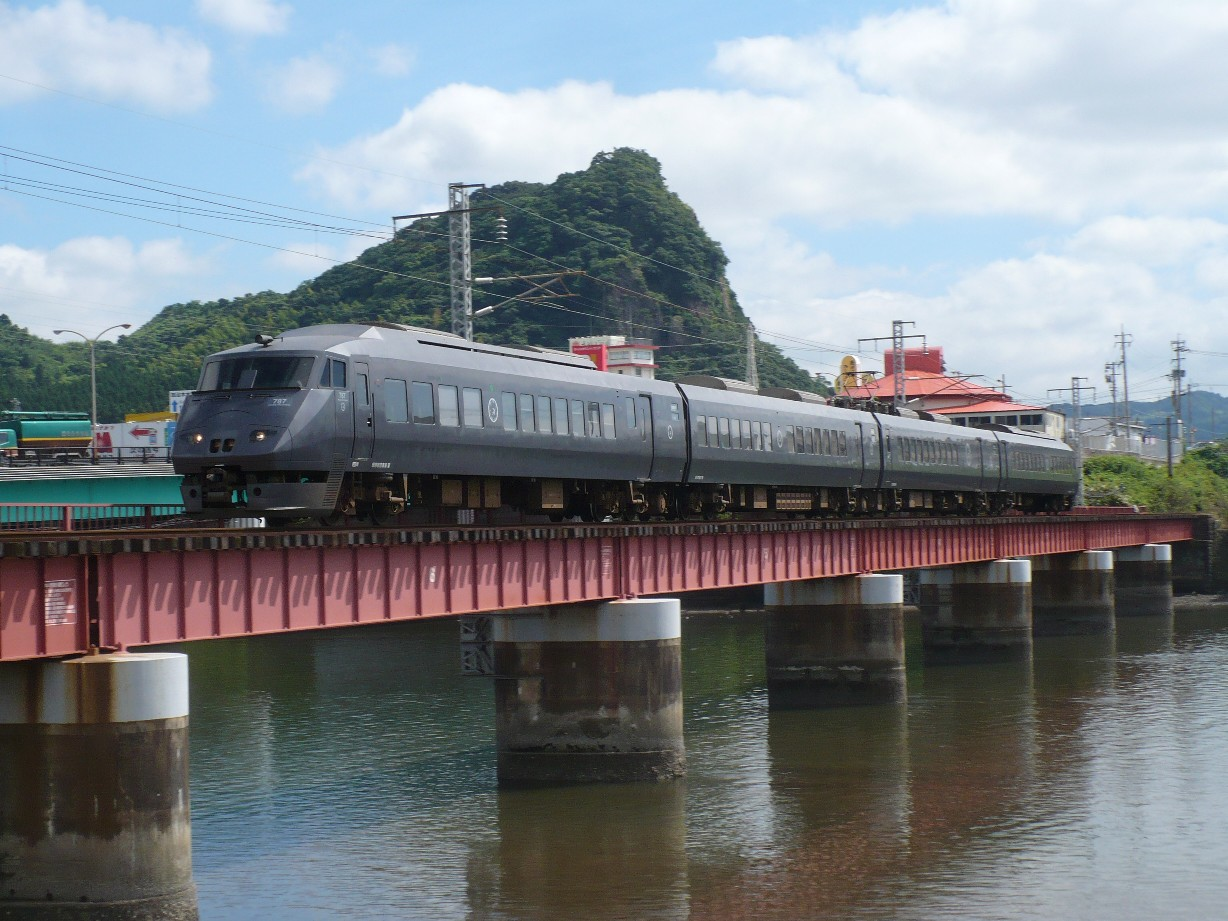
4両編成

- 11本が存在する。全車2011年3月に南福岡から大分に転出。
- 元々は「有明」用で、「ARIAKE」のロゴが描かれていたが、6両編成同様の塗装に変更されている。
- 「有明」時代は小倉駅発着の設定もあったが、大分転出に伴い日豊本線中津駅以南（2018年改正以降は大分駅以南）に定期運用が限定され、繁忙期の「にちりん」を除き小倉駅乗り入れは消滅していた。2021年3月改正で小倉駅発着の1往復（「にちりん」3・16号）に当系列が充当されるようになり、10年ぶりに小倉駅への定期乗り入れが復活すると共に、当系列は初めて日豊本線全区間（小倉駅 - 鹿児島駅間）での定期運用を持つようになった。
- 「にちりん」（1・2・3・8・9・10・13・16・17・102号）「ひゅうが」（1・5・12・16号を除く全列車）「きりしま」（全列車）及び佐伯駅 - 延岡・南延岡駅間、宮崎駅 - 宮崎空港駅間の普通列車に充当。
- 883系「ソニック」用車両が事故等で運用離脱した場合、2編成をつないだ8両編成あるいは単独の4両編成で代走する場合がある。
- 全座席禁煙で喫煙ルームを備えていたが、2007年3月18日のダイヤ改正以降は喫煙ルームの使用は停止とされ、携帯電話用スペースとして案内されている。非常用の梯子がこの部屋に設置されている。
- ワンマン運転対応工事が施工されており、2018年3月17日ダイヤ改正でこの編成を用いる定期特急列車はすべてワンマン運転となった[注 4]。
- 1号車の窓側座席にはグリーン車・普通車共にモバイル用のコンセントが設けられている。他の車両にもコンセントはあるが業務用である。
- 3号車は基本的に自由席として運転されるが、車椅子対応の2席のみ指定席として発売される。
- 一部車両には検測機器が取り付けられ、搭載車両の車番およびそれを含む編成の番号が+6000に改番されている。
  - クロハ786-1・4、クハ787-1・4、モハ786-102 → クロハ786-6001・6004、クハ787-6001・6004、モハ786-6102

| 編成番号 | （宮崎駅基準）← 鹿児島中央・宮崎空港延岡・大分・小倉 → | （宮崎駅基準）← 鹿児島中央・宮崎空港延岡・大分・小倉 → | （宮崎駅基準）← 鹿児島中央・宮崎空港延岡・大分・小倉 → | （宮崎駅基準）← 鹿児島中央・宮崎空港延岡・大分・小倉 → |
| 編成番号 | クロハ786                                              | モハ787                                                | モハ786                                                | クハ787                                                |
| Bo-6101  | 6001                                                   | 2                                                      | 1                                                      | 6001                                                   |
| Bo-102   | 2                                                      | 10                                                     | 5                                                      | 2                                                      |
| Bo-103   | 3                                                      | 12                                                     | 6                                                      | 3                                                      |
| Bo-6104  | 6004                                                   | 14                                                     | 106                                                    | 6004                                                   |
| Bo-105   | 5                                                      | 18                                                     | 105                                                    | 5                                                      |
| Bo-6106  | 6                                                      | 21                                                     | 6102                                                   | 6                                                      |
| Bo-107   | 7                                                      | 4                                                      | 2                                                      | 102                                                    |
| Bo-108   | 8                                                      | 6                                                      | 3                                                      | 108                                                    |
| Bo-109   | 9                                                      | 8                                                      | 4                                                      | 114                                                    |
| Bo-110   | 10                                                     | 16                                                     | 101                                                    | 112                                                    |
| Bo-111   | 11                                                     | 20                                                     | 103                                                    | 113                                                    |

## 沿革
- 1992年（平成4年）
  - 7月15日：同日のダイヤ改正より運用開始。鹿児島本線の特急「有明」のうち、西鹿児島駅発着の列車について、愛称を「つばめ」に変更するとともに、同列車14往復中7往復に投入された（残りは783系）。
    - この他、「つばめ」の間合い運用で熊本駅・八代駅発着の「有明」1往復にも充当された。
    - 当初は7両編成での運転を基本とし、多客期は9両編成に増結する予定だったが、実際は7両編成で運転されるケースは少なかった。
- 1993年（平成5年）
  - 3月18日：ダイヤ改正。7両編成1本（T-6編成）に新製の中間車2両を組み入れ9両化、別に9両編成2本（T-7，8編成）を新製（総数72両）。「にちりん」の博多駅 - 南宮崎駅間運行列車のうち2往復に本系列を投入し、「にちりんシーガイア」に改称。夜行急行列車「かいもん」「日南」を特急に格上げして「ドリームつばめ」「ドリームにちりん」に改称し、本系列を投入。
  - 予備編成確保のため、年度内に9両編成1本（T-9編成）を追加新製（総数81両）。
- 1994年（平成6年）
  - 3月1日：ダイヤ改正。9両編成2本（T-10,11編成）を南福岡電車区に新製配置し（総数99両）、「かもめ」に投入。「にちりんシーガイア」「ドリームにちりん」は南福岡電車区（現・南福岡車両区）に移管され「かもめ」と共通運用となる。これにあわせて鹿児島運転所の9両編成3本（T-2，5，6編成）が南福岡電車区に転属。
  - 7月1日：ダイヤ改正。7両編成3本（T-12〜14編成）を南福岡電車区に新製配置し（総数120両）、9両編成のうち3本（T-2，5，6）は鹿児島運転所に再転属。残る2本（T-10，11）はモハユニット2両を外して7両化。抜かれた中間車4両は増結用予備車となる。この改正で「かもめ」「にちりんシーガイア」「ドリームにちりん」は7両編成に減車され、「有明」からは一時撤退。「つばめ」の787系運用が増加する。
- 1995年（平成7年）
  - 4月20日：ダイヤ改正。
    - 「ドリームつばめ」から撤退（783系に変更）。「有明」への運用復帰。
    - 編成表記をT-◯編成からBK(BM)-◯編成に変更（BK-1〜9、BM10〜14）。Bは車両形式（787系）を表し、K,Mは所属先（それぞれ鹿児島、南福岡）を示す文字。
- 1996年（平成8年）
  - 3月16日：ダイヤ改正。
    - 「かもめ」から撤退、「ドリームつばめ」を含む「つばめ」全列車が787系による運用となる。
    - 増結用予備車を含む全車両を鹿児島運転所に集約（BM-10〜14→BK-10〜14）。
    - 7両編成のビュッフェを3号車に移動（従来は4号車だった）。これにより7両編成は9両編成から3・4号車を抜いたものと同等の組成となる。

  - 7月18日：宮崎空港線開業に伴い、「にちりんシーガイア」「ドリームにちりん」のうち夜間に南宮崎駅を発着する1往復を除いて宮崎空港駅発着に延長。
- 1999年（平成11年）
  - 3月13日：ダイヤ改正。「有明」用編成が登場し、南福岡電車区に配置される[19]。「有明」編成は先頭車6本分12両を追加製造し、中間車は9両編成の減車により捻出する（総数132両）。9両編成は8本を7両編成、1本は6両編成に、7両編成は6両編成に減車し、4両編成×6本（BM-101〜106）、7両編成×8本（BK-1〜8、BK-9をBK-2(2代)に変更）、6両編成×6本（BK-10〜15、BK-15は唯一9両から6両に減車されたBK-2(初代)から変更）、増結用予備車16両の体制に。ビュッフェは7連・6連共に4号車に統一。
- 2000年（平成12年）
  - 3月11日：ダイヤ改正。「有明」用編成を5本追加（BM-107〜111）。新製車は下り方先頭車5両のみ、上り方先頭車は増結用予備車のうちサハ5両を先頭車化改造。中間車も増結用予備車を充当（総数137両）。6両編成は「にちりんシーガイア」・「ドリームにちりん」から撤退し「有明」の増強に回る。これにより「有明」は全列車が787系による運用となる。このダイヤ改正で新設された「きらめき」での運用開始。
  - 10月：「ハウステンボス81・82号」に「有明」用編成を使用。営業列車では初めて佐世保線・大村線に入線。
- 2001年（平成13年）
  - 3月1日：「かもめ」への運用復帰。ただし朝・夜間に運行される肥前山口駅発着の1往復のみ。
  - 10月6日：新設された「かいおう」に運用開始。これに伴い「かもめ」からは再度撤退。
- 2002年（平成14年）
  - 7月15日：九州新幹線部分開業に伴う「リレーつばめ」への転用に先立ち、「つばめ」用編成はビュフェ車サハシ787形の普通車への改造、塗色変更などのリニューアルを開始[20]。あわせて、6両編成のうち4本（BK-10,11,13,14）はサハ787形100番台の増結（BK-11のみ予備車の復帰、他は新製）により再び7両編成となったほか、前述のリニューアルを受けて「つばめ」用編成と共通の仕様となった（サハシ787形の普通車化改造は引き続き6両編成で運転される2本にも施工された）。
- 2003年（平成15年）
  - 2月7日：全編成ビュフェの営業を終了[20][21]。
  - 3月15日：ダイヤ改正。「つばめ」は7両編成に統一。「かいおう」は4両編成から6両編成に変更。
- 2004年（平成16年）
  - 3月11日：7両編成は全編成リニューアル完了。ただし「Relay tsubame」ロゴ取付は「リレーつばめ」運行開始直前に実施。
  - 3月13日：ダイヤ改正。九州新幹線新八代駅 - 鹿児島中央駅間の開業により「つばめ」は新幹線に移行し「ドリームつばめ」は廃止。「つばめ」編成は新幹線「つばめ」に連絡して博多駅 - 新八代駅間を結ぶ「リレーつばめ」として運行開始。鹿児島所属の全編成が南福岡に転属（BK-1〜8、10〜15 → BM-1〜8、10〜15）、787系は全車南福岡所属となる。
  - 4月：この年から有田陶器市の時期に走る臨時列車の「みどり」の一部に運用されるようになった。この運用は「みどり」の一部が787系になる前年の2010年まで行われ、「リレーつばめ」用の7両編成が用いられていた（ただし2004年のみは1両減車した6両編成で運転）。
- 2005年（平成17年）
  - 10月1日：ダイヤ改正。トップキャビンを廃止し、その跡地にJRグループとしては初の"上級グリーン席"である1列車3席の「DXグリーン席」を車両のリニューアル工事が完了次第順次設置。「かいおう」増発分に4両編成を充当。
  - 12月23日：博多発長崎行きの臨時特急「かもめ81号」に「有明」用4両編成が使われた（25日まで）。長崎本線肥前山口駅以西への営業列車での入線は9年9か月ぶり。これ以降、885系電車・783系電車だけで臨時列車を運行しきれない場合、臨時列車の一部に787系が用いられるようになる。
- 2006年（平成18年) 
  - 5月31日：BM5編成が､新八代発博多行特急「リレーつばめ70号」として運用中､玉名〜大野下駅間で踏切事故に遭遇[22]。
- 2007年（平成19年）
  - 3月18日：ダイヤ改正。787系使用列車は全面禁煙化。「リレーつばめ67号」で4両編成2本連結の運用が登場。
  - 9月26日：チャレンジ!おおいた国体開催に伴い、臨時特急「おおいた国体号」を博多駅・小倉駅 - 大分駅間で運行。
- 2011年（平成23年）
  - 3月12日：ダイヤ改正。
    - 九州新幹線の全線開業に伴い「リレーつばめ」は全て廃止され、「有明」は早朝・深夜の通勤対応として上下7本に減便（787系での運行は3本）。「リレーつばめ」「有明」の門司港駅・小倉駅 - 博多駅間は「きらめき」に編入。
    - 余剰となった787系は「かもめ」「にちりんシーガイア」へ運用復帰、「みどり」「にちりん」「ひゅうが」「きりしま」「川内エクスプレス」での運用開始。「有明」「かいおう」は6両編成のみ充当されるようになる。
    - それまでの運用区間は鹿児島本線門司港駅 - 新八代駅間、豊肥本線熊本駅 - 肥後大津駅間および福北ゆたか線直方駅 - 吉塚駅間のみであったが、この改正で鹿児島本線川内駅 - 鹿児島駅間、長崎本線の喜々津駅 - 長与駅 - 浦上駅間を除く全区間、佐世保線全区間、日豊本線全区間、日南線・宮崎空港線南宮崎駅 - 宮崎空港駅間にも拡大し、JR九州の交流電化区間の大半で運用されることになった。佐世保線と南宮崎駅 - 鹿児島中央駅間での定期運用は初めてである。逆に、鹿児島本線長洲駅 - 新八代駅間および豊肥本線からは撤退（熊本駅発着の「有明」は2014年まで運行されたが、787系は当初から長洲駅発着の「有明」のみに充当されていた）。
    - この運用変更に伴い、4両編成は大分鉄道事業部大分車両センターに異動（BM-101〜111→BO-101〜111）。7両編成は全編成6両編成に減車し、繁忙期に「かもめ」「みどり」などでは8両編成に増結することとなった。
- 2014年（平成26年）
  - 3月15日：ダイヤ改正。6両編成14本のうち、6本を7両編成に増結。「かもめ」「みどり」では787系全列車が7両編成での運行となる（繁忙期は8両編成に増結）。
- 2016年（平成28年）
  - 3月26日：ダイヤ改正。「川内エクスプレス」が廃止されたため、鹿児島本線川内駅 - 鹿児島中央駅間から撤退。
- 2017年（平成29年）
  - 3月4日：ダイヤ改正。
    - 「にちりん」「ひゅうが」および宮崎空港線充当列車の4両編成の列車の一部をワンマン化。
    - 783系で運行されていた「にちりん22・25号」、「ひゅうが8・9号」に4両編成が充当されるようになる。
- 2018年（平成30年）
  - 3月17日：ダイヤ改正。
    - 「きらめき」での運用は本数削減と783系への置き換えにより大幅に減少。
    - 「かもめ」での定期運用も一部臨時化で減少。
    - 「有明」の区間縮小に伴い鹿児島本線大牟田駅 - 長洲駅間から撤退。
    - 「かもめ」「みどり」での6両編成の運用が復活（「かもめ100・103号」「みどり1・10号」が該当。なお「かもめ103号」を除き、「ハウステンボス1・10号」の運転日は783系での運行となる）。
    - 「にちりん」「ひゅうが」「きりしま」および宮崎空港線普通列車のうち4両編成の列車の全てをワンマン化。なお多客期に小倉駅 - 大分駅間で運転される臨時「にちりん」には引き続き車掌が乗務する。
    - 日豊本線の佐伯駅 - 延岡駅間を通しで運転する普通列車はすべて787系4両編成での運転となる（いずれも先頭車1両のみ乗車可能、車掌乗務）[23]。
- 2020年（令和2年）
  - 3月14日：ダイヤ改正。885系と運用を一部交換したことで「かもめ」での定期運用が増加。
  - 9月29日：787系をベースにしたD&S列車「36ぷらす3」用編成（BM-363、BM-15から改造）が報道陣に公開される。
  - 10月16日：「36ぷらす3」運行開始。
- 2021年（令和3年）
  - 3月13日：ダイヤ改正。
    - 「有明」が廃止。鹿児島本線鳥栖駅 - 大牟田駅間は「36ぷらす3」のみの運用となる。
    - 783系の日豊本線での運用を全て当系列で置き換え、「にちりん（シーガイア）」「ひゅうが」「きりしま」を全て787系に統一。下り「にちりんシーガイア」への当系列の充当が21年ぶりに復活する。また4両編成の小倉駅への定期乗り入れが「有明」時代以来10年ぶりに復活（にちりん3・20号）したことで、4両編成が日豊本線全区間で定期運用を持つようになる。
    - 「かいおう」から撤退。篠栗線および筑豊本線での定期運用が消滅。
    - 「かもめ102号」（肥前鹿島駅→博多駅）を885系から787系7両編成での運転に変更。
- 2022年（令和4年）
  - 9月23日：ダイヤ改正。
    - 「かもめ」は新幹線列車への移行に伴い在来線特急としては廃止。
    - 新規に設定される特急「リレーかもめ」「かささぎ」のうち、「リレーかもめ」の下り14本・上り12本、「かささぎ」の6往復を本系列で運転。「かささぎ」2往復が6両編成、その他は8両編成。
    - 「みどり」からは撤退。また「36ぷらす3」の月曜日ルートが長崎駅発着から佐世保駅発着に変更となる。
    - 以上の運用変更に伴い、長崎本線肥前浜駅 - 長崎駅間から撤退するほか（同区間は非電化となるため本系列の自走での乗り入れができなくなる）、長崎本線肥前鹿島駅 - 肥前浜駅間、佐世保線武雄温泉駅 - 佐世保駅間での運用は「36ぷらす3」のみとなる。
    - 「かいおう」全列車での運用が復活（6両編成での運転）。
- 2024年（令和6年）3月16日：ダイヤ改正。「リレーかもめ」での運用は885系からの車両変更および増発により下り16本・上り15本に増加。「かささぎ」での運用は列車の統廃合や885系への車両変更に伴い5往復（8両編成3往復、6両編成2往復）に減少。
- 2025年（令和6年）3月15日：ダイヤ改正。「かささぎ」での運用は885系への車両変更に伴い4往復（8両編成3往復・6両編成1往復）に減少。これに伴い6両編成は「36ぷらす3」を除いて佐賀駅以西での定期運用がなくなる。

## 運用

### 現在使用されている列車
- 「きらめき」（2000年3月 - ）：1・2・4・5・6・12号
  - 4・12号は6両編成、他は8両編成で運転。
- 「リレーかもめ」（2022年9月 - ）：1・3-5・8・9・12・13・16・21・24・25・28・29・32・33・36・37・40・41・44・57・61・62・64・65号
  - すべて8両編成で運転。
- 「かささぎ」（2022年9月 - ）：101・103・106 - 109・111・112・114・201・202・204号
  - 101・106・201・202号は6両編成、他は8両編成で運転。
- 「かいおう」（2001年10月 - 2021年3月、2022年9月 - ）：全列車
  - 6両編成で運転、個室は利用不可。
- 「にちりん」（1993年3月 - 2000年3月、2011年3月 - ）：全列車
  - 4・5・11・12・14・15号は6両編成、他は4両編成で運転。
  - 5・14号は「にちりんシーガイア」として運転。
  - 1993年 - 2000年は「にちりんシーガイア」のみに充当されていた。1993年3月のダイヤ改正で南宮崎駅発着の2往復に新製した当形式を投入した際、従来の485系と異なる愛称「にちりんシーガイア」を与えたのが始まり。その後2000年に787系は一時撤退し783系に変更されたが、2011年に一部「にちりんシーガイア」に復帰した（24号のみ、1往復は引き続き783系が充当）のち、2021年に再び全列車が787系で運転されるようになった（下り便への充当は21年ぶり）。
- 「ひゅうが」（2011年3月 - ）：全列車
  - 1・5・12・16号は6両編成、他は4両編成で運転。
- 「きりしま」（2011年3月 - ）：全列車
  - すべて4両編成で運転。
- 「36ぷらす3」（2020年10月 - ）：専用車両で運転
- 一部の宮崎空港線の普通列車（宮崎駅 - 宮崎空港駅）（2011年3月 - ）
- 日豊本線・佐伯駅 - 延岡駅間の普通列車の一部（2018年3月 - ）
  - 4両編成で運転。乗降は先頭車のみ可能。

### 過去に使用されていた列車
- 「つばめ」（1992年7月 - 2004年3月）
- 「ドリームつばめ」（1993年3月 - 1995年4月、1996年3月 - 2004年3月）
- 「リレーつばめ」（2004年3月 - 2011年3月）
- 「有明」（1992年7月 - 1994年6月、1995年4月 - 2021年3月）
- 「川内エクスプレス」（2011年3月 - 2016年3月）
- 「かもめ」（1994年3月 - 1996年3月、2001年3月 - 10月、2011年3月 - 2022年9月）
- 「みどり」（2011年3月 - 2022年9月）
- 「ドリームにちりん」（1993年3月 - 2000年3月）

## その他
本形式は他社エリアに展示用として貸し出されたことがある。
- 1993年12月20日には、西日本旅客鉄道（JR西日本）大阪駅で展示会が行われた。

- 1994年「鉄道の日」制定を記念したプレイベントとして、10月9日・10日に「新旧つばめの出合うとき」が東日本旅客鉄道（JR東日本）大宮工場（現・大宮総合車両センター）で開催され、梅小路蒸気機関車館のC62形2号機、JR東日本高崎運転所（現・高崎車両センター高崎支所）のEF55形1号機とともに展示されたことがある。